# Консервний ніж

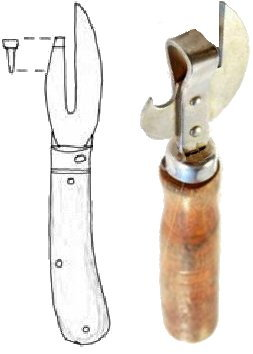
Дизайн консервного ножа Роберта Єйтса 1855 року (ліворуч) і схожий консервний ніж, що вироблявся в СРСР

Консервний ніж — механічний пристрій для відкривання консервних бляшанок. Хоча зберігання продуктів харчування з використанням бляшаної тари практикувалася принаймні з 1772 року в Нідерландах, перші консервні ножі запатентовані в 1855 році в Англії і в 1858 році в США. Ранні зразки їх являли собою по суті модифікацію звичайного ножа, але невдовзі були вдосконалені. Консервний ніж з різальним коліщатком було винайдено 1870 року, але він визнаний надто складним для застосування непідготованим користувачем. Більш вдала конструкція з'явилася в 1925 р., коли до ножа додали друге, зубчасте коліщатко для утримування різального на краю бляшанки.
Під час Другої Світової війни був розроблений ряд конструкцій консервних ножів для військового вжитку, такі як американські P-38 і P-51. Вони відрізнялися масивною і компактною конструкцією з відтяжним різальним елементом, рухомо з'єднаним осьовим шарніром з гофрованим руків'ям. Наприкінці 1950-х з'явилися і електричні консервні ножі. Розробка нових типів триває і нині, поряд з вдосконаленням традиційної конструкції.

## Поява бляшанок
Зберігання продуктів у бляшаних ємностях практикувалося в нідерландському військовому флоті принаймні з 1772 року. До 1800 року існувало невелике промислове виробництво заготовленого на схов лосося: свіжоспійману рибу чистили, відварювали в розсолі, коптили і поміщали у вилуджені залізні ємності. Такий спосіб став відомим за межами Нідерландів, і в 1797 році одна британська компанія доставила одному зі своїх клієнтів 13 бляшанок. Консерви в бляшанках були запатентовані в 1810 році Пітером Дюраном (рік по тому після винаходу консервування Ніколя Аппером). Патент придбав у 1812 р. Браян Донкін, і наступного року відкрив у Лондоні перший консервний завод. На 1820 рік консерви були звичайним продуктом в Англії і Франції, а на 1822 р. і в США. Перші бляшанки являли собою масивні контейнери, які важили більше, ніж вміст і вимагали для відкриття чималої винахідливості і застосування всеможливих інструментів. Наприклад, в одній з інструкцій значилося: «Різати навколо верху біля зовнішнього краю долотом і молотком». Минули десятиріччя з моменту винаходу консервної бляшанки до появи спеціального консервного ножа, що може пояснюватися кращістю використовування звичних інструментів порівняно зі складністю і затратністю створення спеціалізованого інструмента.

## Важільний тип

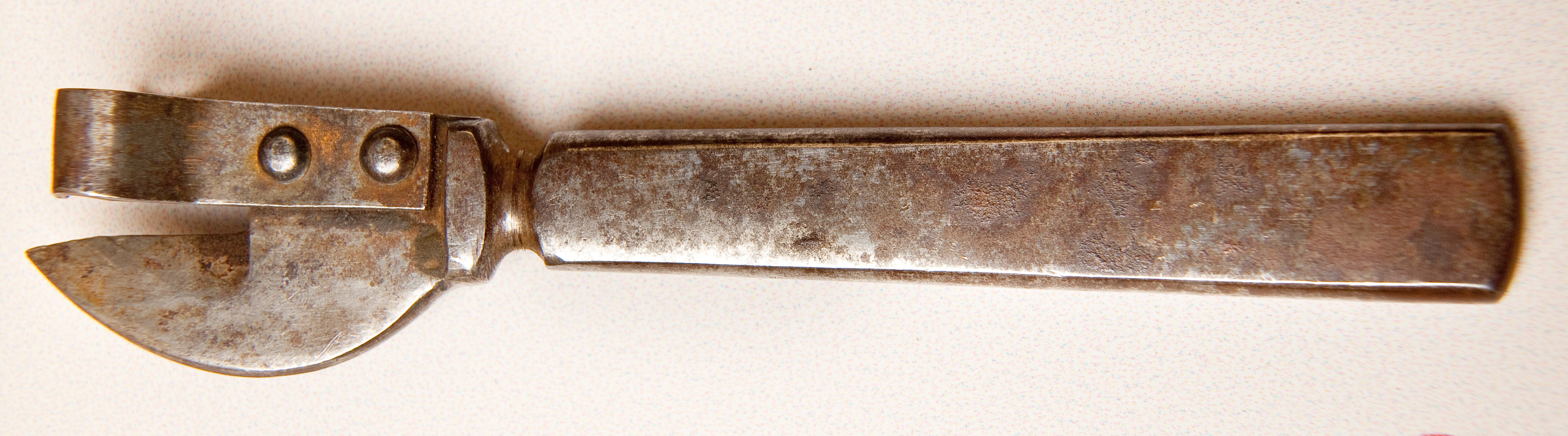
Консервний ніж важільного типу, виготовлений із сталі. Італія, друга половина XIX ст.

У 1800-х роках консервне виробництво було вдосконалене і механізоване, стінки бляшанок стали тоншими. Універсальні консервні ножі з'явилися в 1850-х: з вістрям-«кігтем» і ручкою-важелем. У 1855 році Роберт Єйтс (Robert Yeates), виробник столових приборів і хірургічного інструменту з Трафальгар-Плейс-Вест, Гекні-роуд, Міддлсекс, Британія, розробив консервний ніж зі загостреним кінцем, яким вирубали коло вздовж краю у верхньому торці бляшанки.
У 1858 році консервний ніж складнішої форми був запатентований у США Езра Ворнером, винахідником з Вотербері, штат Коннектикут. Він мав серпоподібне лезо, що вганялося в бляху і випилювало проріз по колу. Спеціальний обмежник запобігав надмірному проникненню леза в бляшанку. Ніж складався з кількох частин, які можна було замінити у випадку зношення, зокрема лезо. Цей ніж був прийнятий в американській армії під час Громадянської війни (1861—1865), проте, через незахищене лезо виявився надто небезпечним для хатнього використовування. Хатній варіант ножа, під назвою «бичача голова» (Bull's head opener) був розроблений в 1865 р. і постачався з банками маринованої яловичини Bully beef. Виготовлений з чавуну, він мав конструкцію, дуже схожу на ніж Єйтса, але відрізнявся більш привабливою формою і являв собою перший крок до поліпшення зовнішнього вигляду консервних ножів. «Бичачі голови» випускалися до 1930-х років і могли виготовлятися як у формі бичачої голови, так і у формі риби. Для відкривання бляшанок з консервованим молоком випускався спеціальний пристрій (нім. Dosenlocher, Dosenstecher), яким належало проколювати кришку.

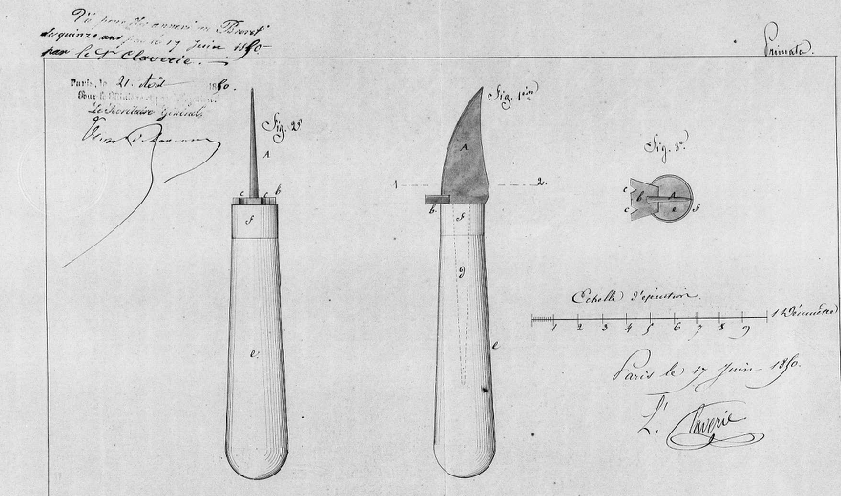
Патент на консервний ніж 1850 року
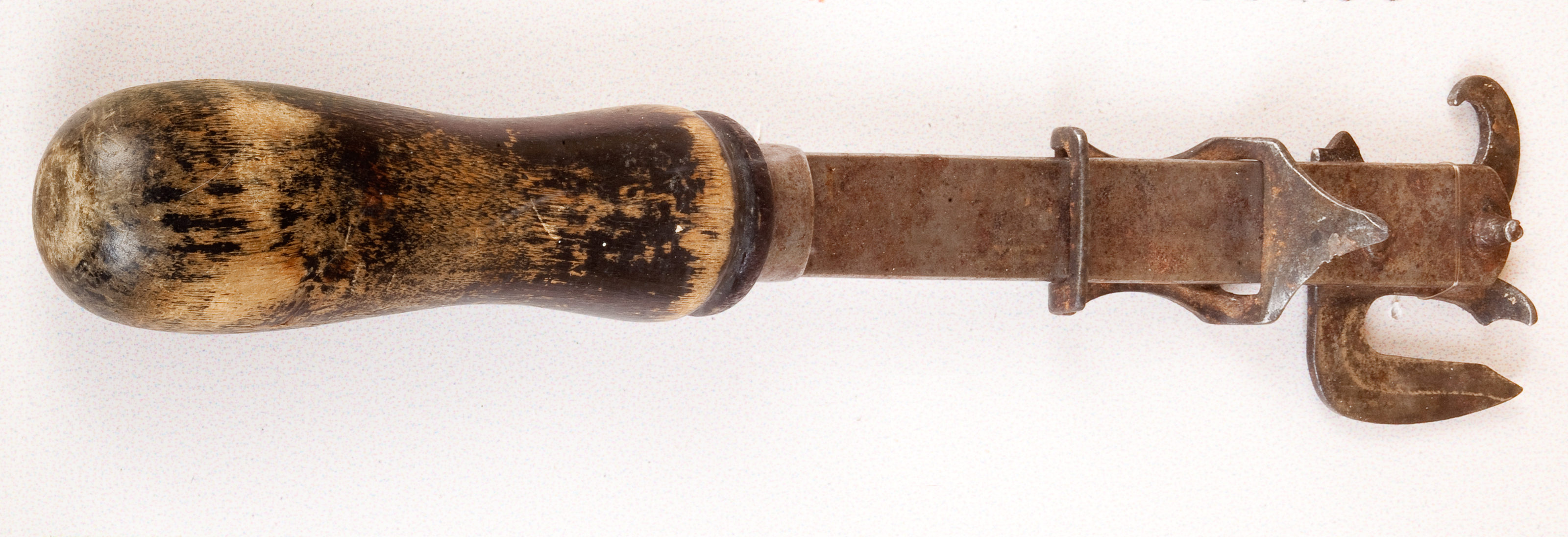
Консервний ніж важільного типу з дерев'яною ручкою. Італія, кінець XIX — початок XX
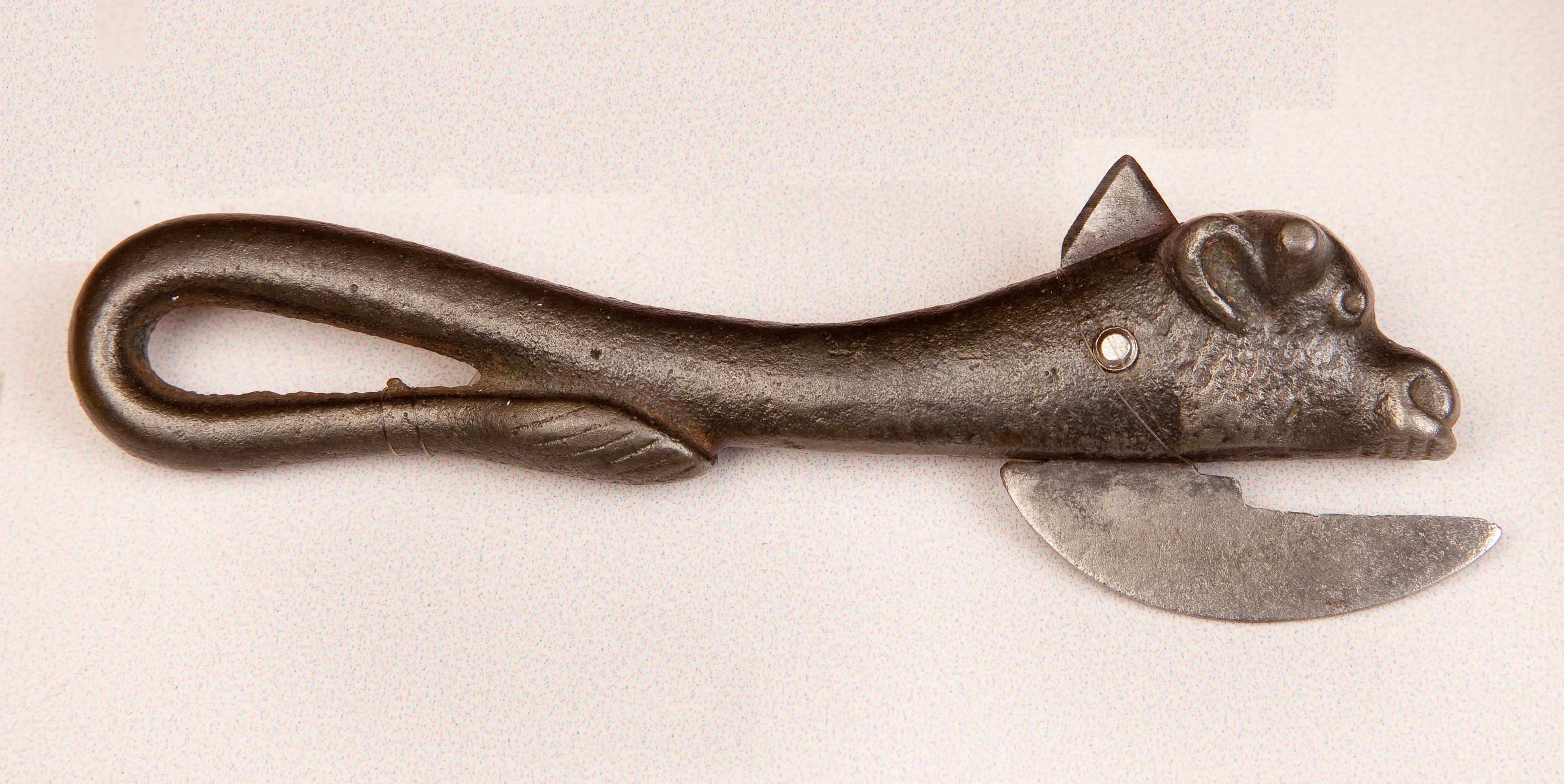
Консервний ніж у вигляді бичачої голови
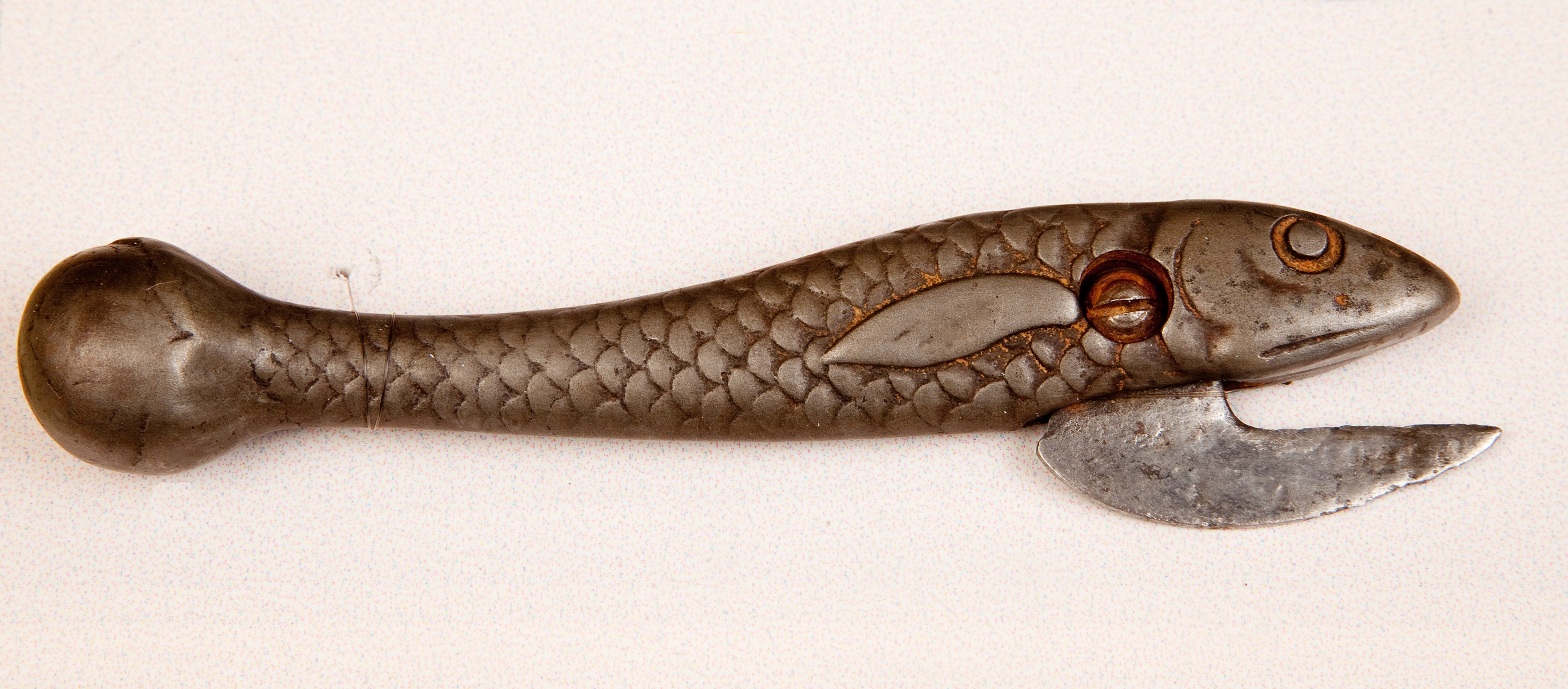
Консервний ніж у вигляді риби
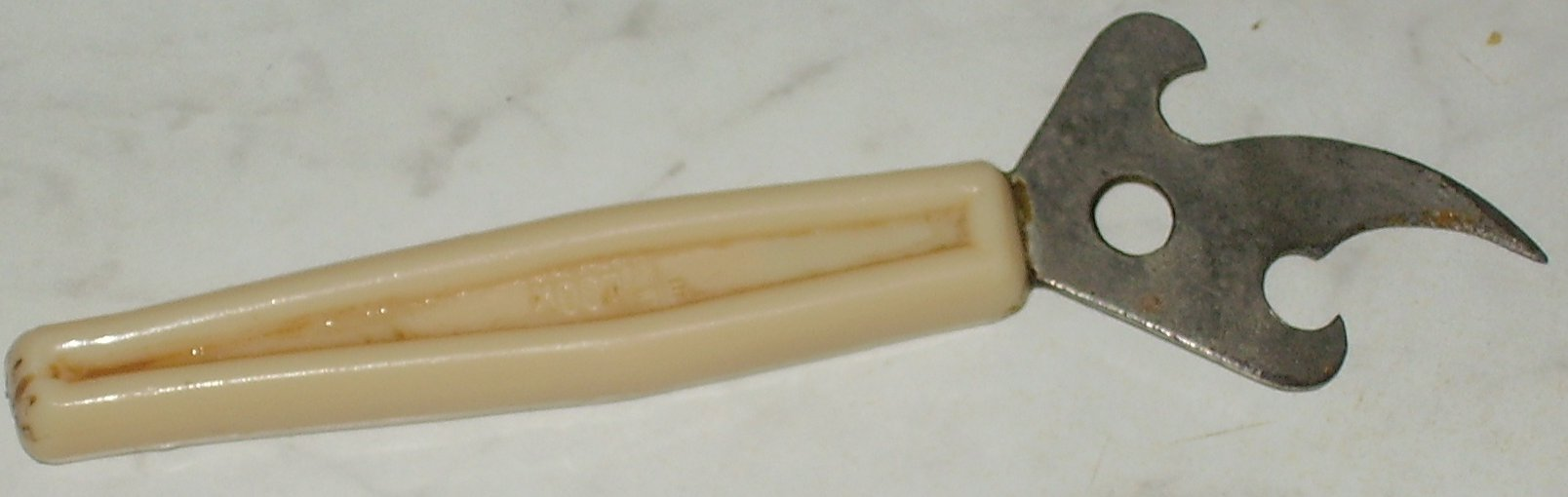
Консервний ніж виробництва СРСР, придатний для використовування як правою, так і лівою рукою
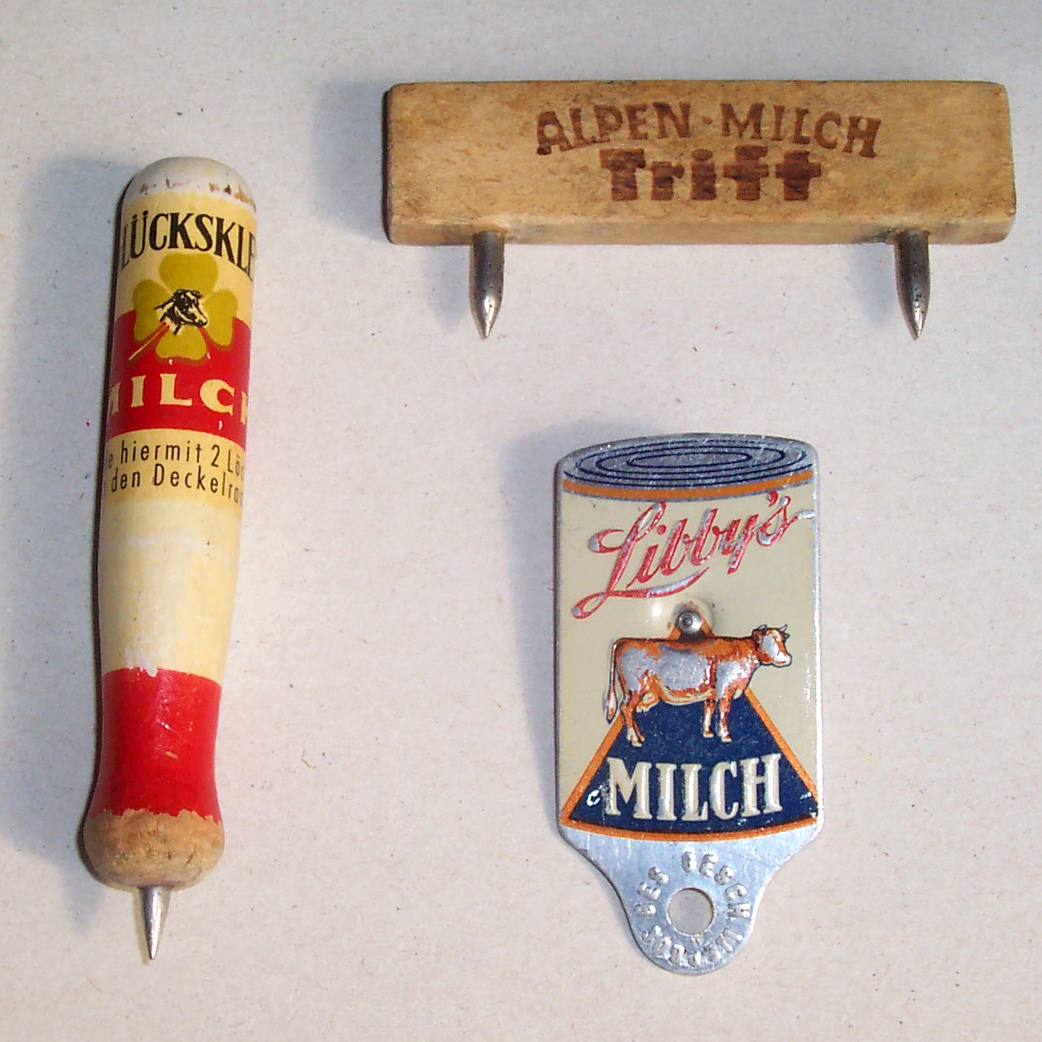
Пристрої для проколювання бляшанок з консервованим молоком

## Обертовий ключ

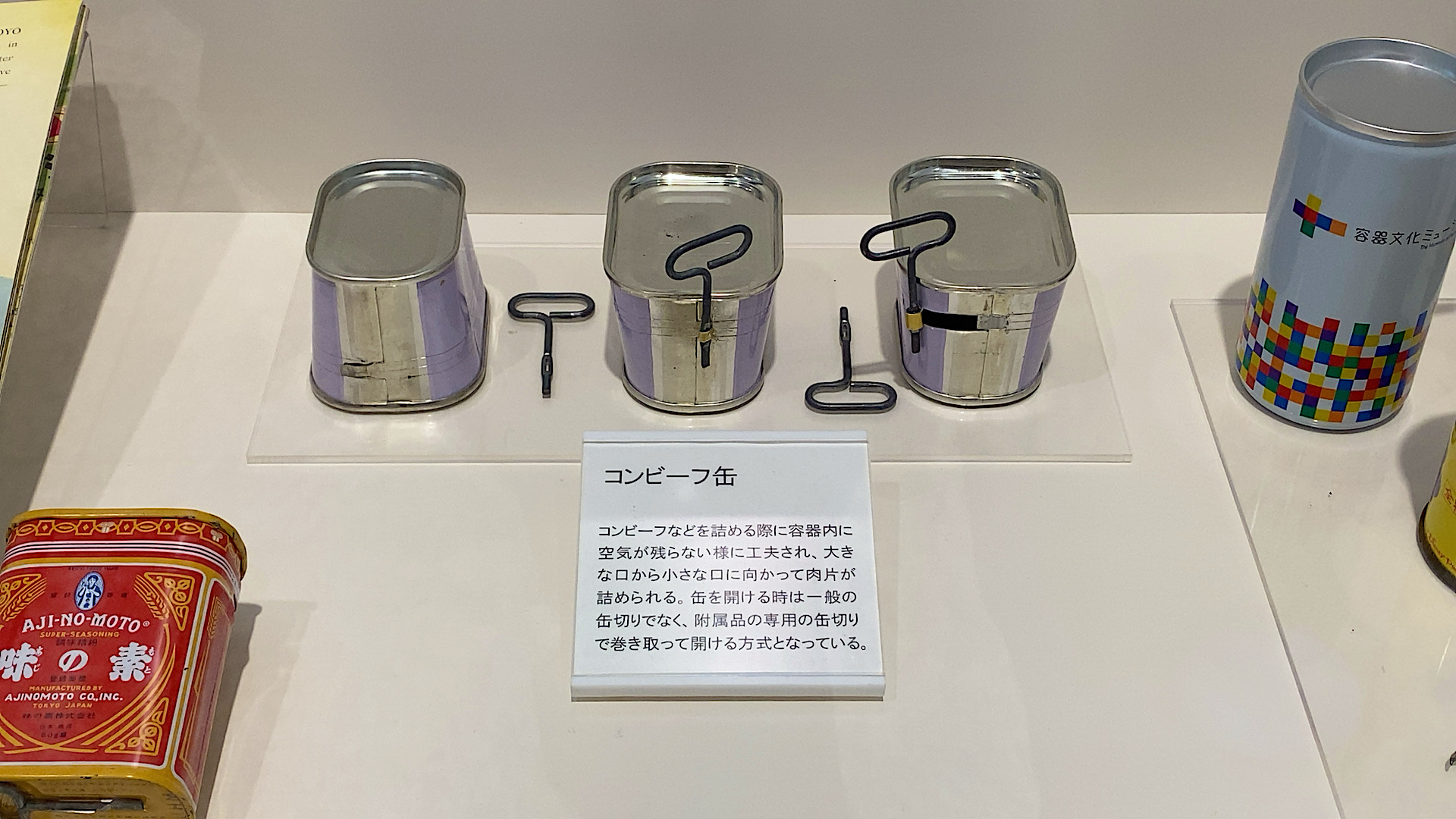
Відкривання бляшанки обертовим ключем

Консервний ніж у вигляді обертового ключа було запатентовано в 1866 році Дж. Остергаудтом (J. Osterhoudt). Він не є консервним ножем загального призначення: кріпиться точковим зварюванням чи паянням до кожної бляшанки і відламується від неї споживачем. Кожний тип консервів мав свій тип ключа: наприклад, м'ясні і рибні постачалися в прямокутних бляшанках, а кава, боби — у циліндричних. Відкривання здійснювається намотуванням на ключ тонкої смужки бляхи з верхньої частини ємності по насічених лініях.

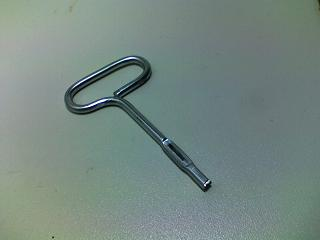
Обертовий ключ для відкривання бляшанок.
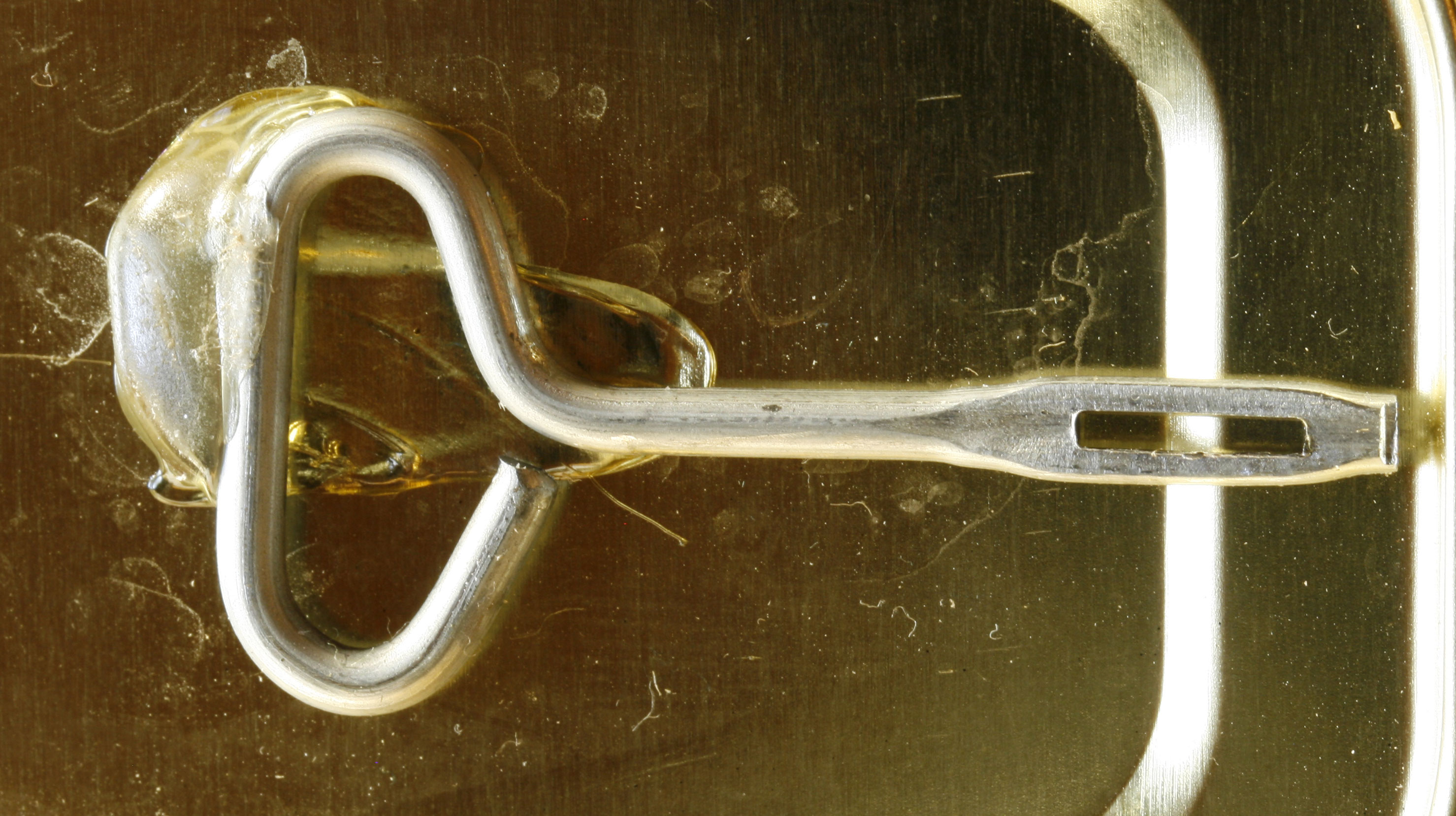
Припаяний ключ
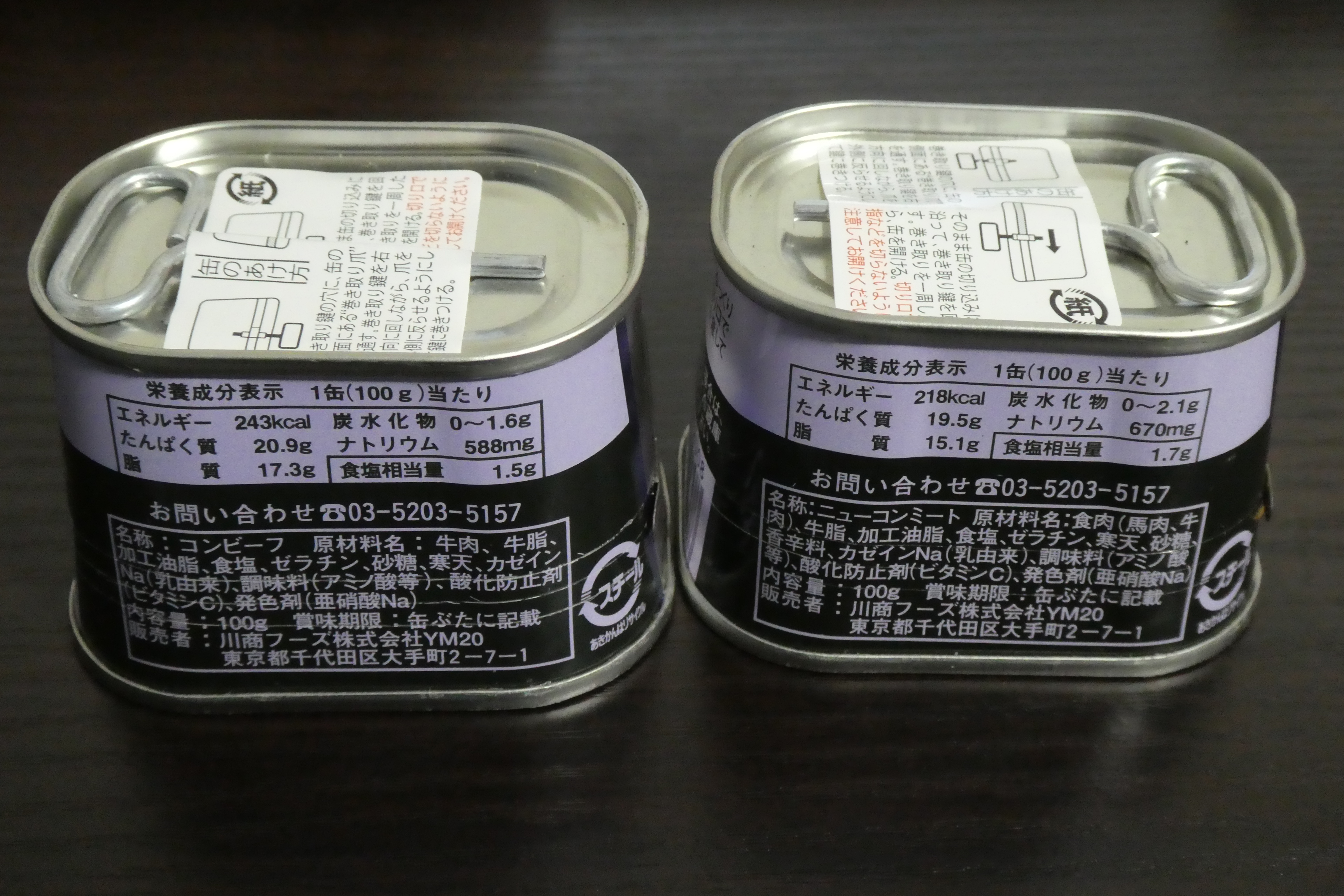
Бляшанки з ключами.
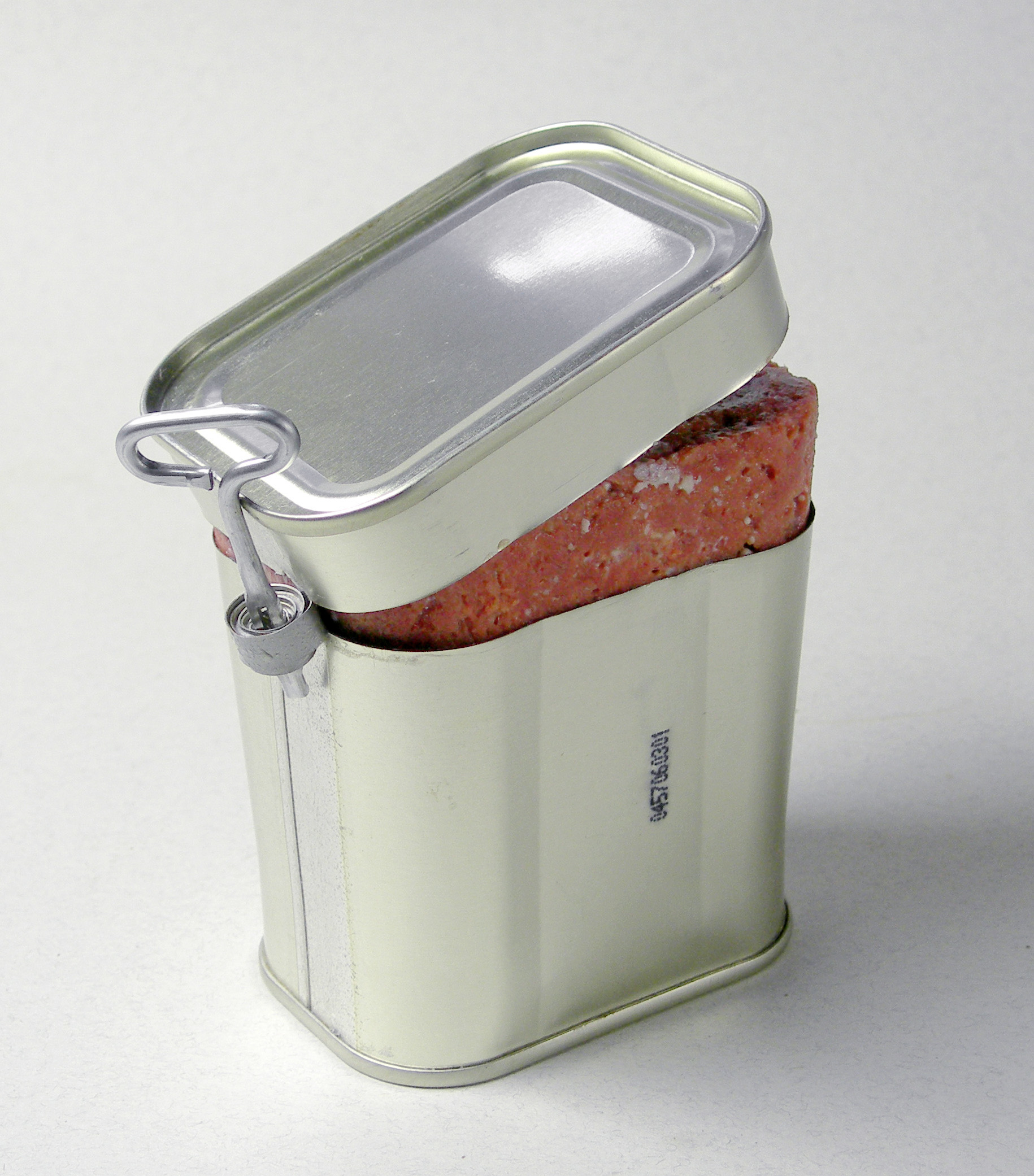
Відкрита банка.

## Ніж з обертовим коліщатком

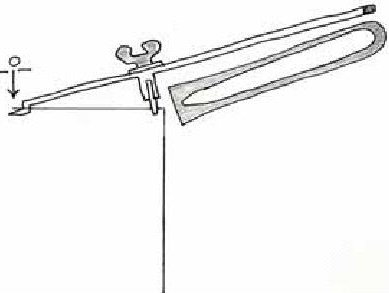
Консервний ніж Лаймана

Використовування коліщаткового консервного ножа

Перший консервний ніж з обертовим коліщатком запатентовано в липні 1870 р. Вільямом Лайманом (William Lyman) з Мерідена, штат Коннектикут, і виготовлено компанією «Баумґартен» у 1890-х. Спочатку бляшанку треба було проткнути в центрі загостреним стрижнем ножа, потім припасувати довжину важеля до розмірів банки і зафіксувати його гайкою-баранцем. Верхній торець бляшанки різався натисканням різального коліщатка на банку біля краю і повертанням руків'я по колу вздовж бортика.
Необхідність проколювати кришку в центрі була незручністю, тому ця конструкція не прижилася. У 1920 році Едвін Андерсон запатентував ніж у вигляді щипців: з двома рухомо з'єднаними ручками, закріпленими на губках коліщатками і ще однією ручкою для обертання різального коліщатка. Консервний ніж розробки Свенсона кріпився до нерухомої основи і приводився в дію корбою. У 1925 році фірма Star Can Opener Company із Сан-Франциско поліпшила конструкцію Лаймана доданням другого, зубчастого коліщатка (подавального), що уможливило надійно утримувати ніж на краю бляшанки. Це вдосконалення було настільки вдалим, що конструкція використовується і донині.
У 1931 році фірма Bunker Clancey Company з Канзас-Сіті (штат Міссурі) запатентувала консервний ніж у вигляді щипців з різальним і подавальним коліщатками (в англійській мові за ним узвичаїлася назва Bunker). Важелі ручок уможливлювали міцно фіксувати ніж на бляшанці, а ручка-ключ — обертати різальне коліщатко по колу. Подавальне коліщатко було аналогічне такому в конструкції фірми Star і оберталося в протилежному напрямку відносно різального завдяки двом шестірням. У 1938 р. Bunker company поглинуто фірмою Rival Manufacturing Company, яка розташовувалася в тому ж самому місті.

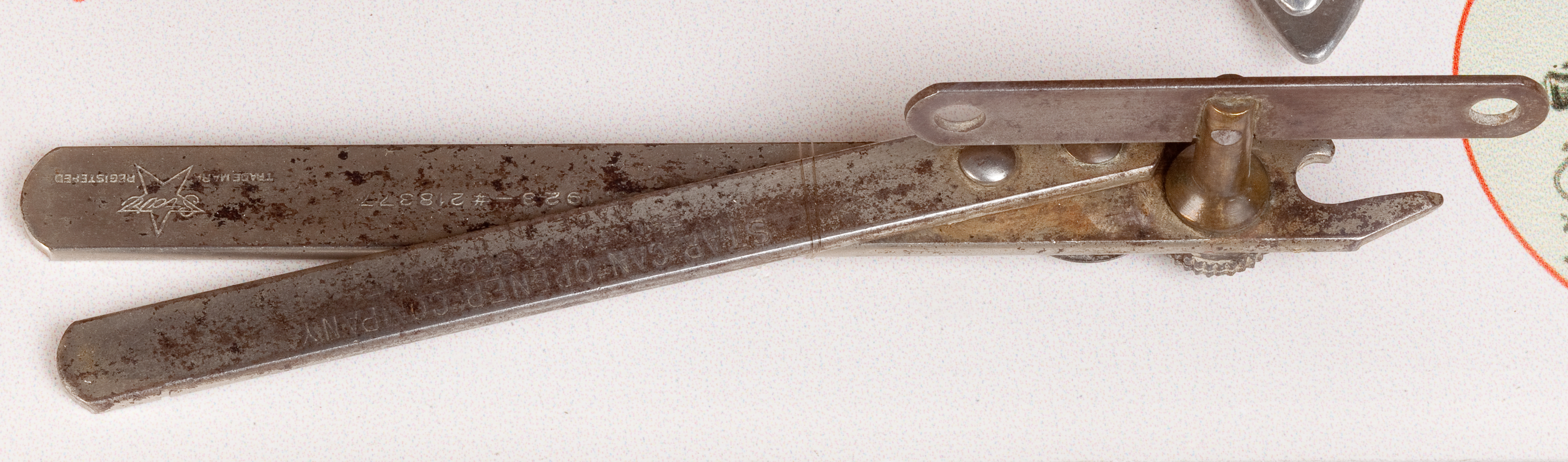
Ніж компанії Star, 1923 р.
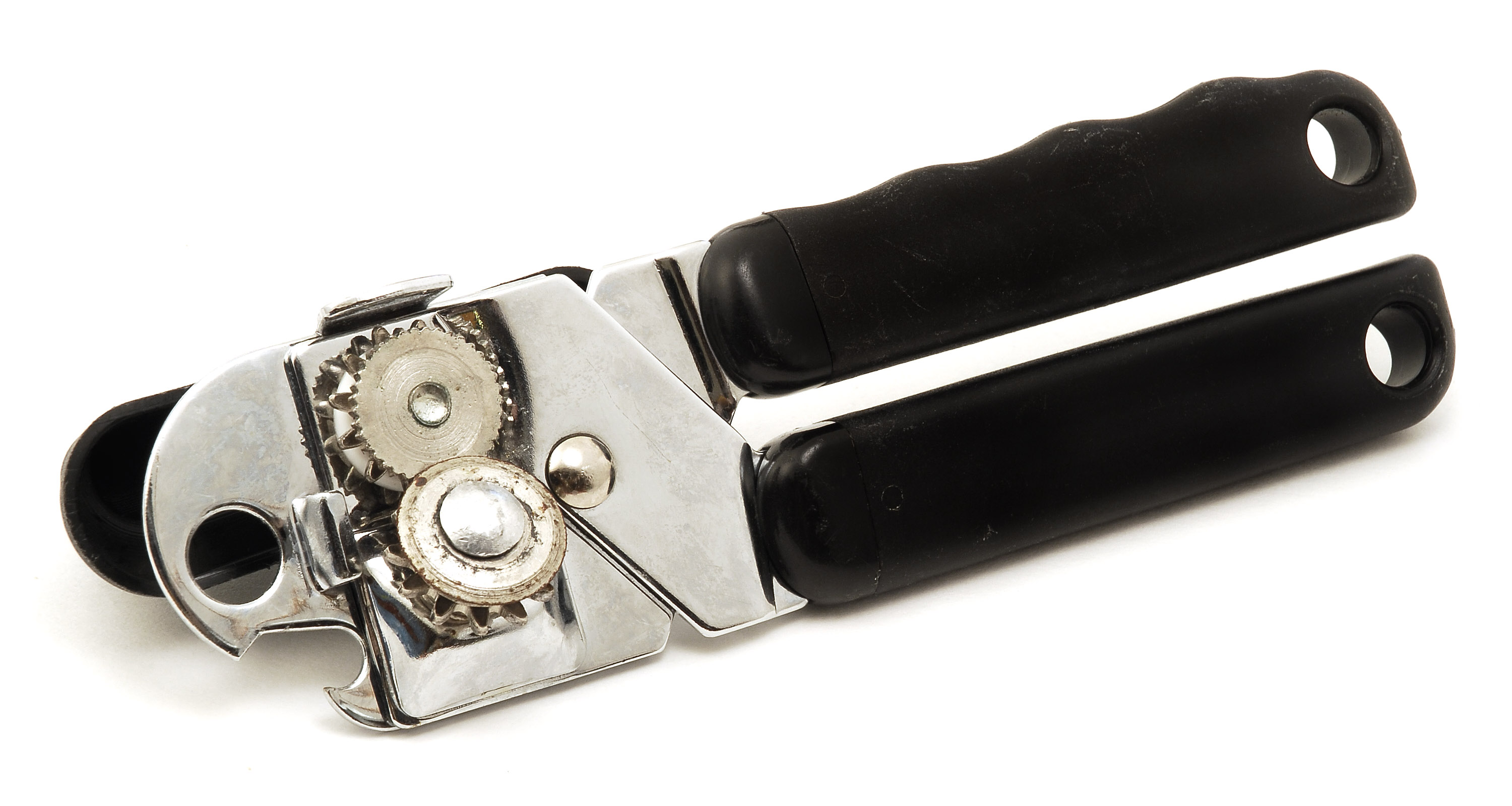
Сучасний коліщатковий ніж для лівшів
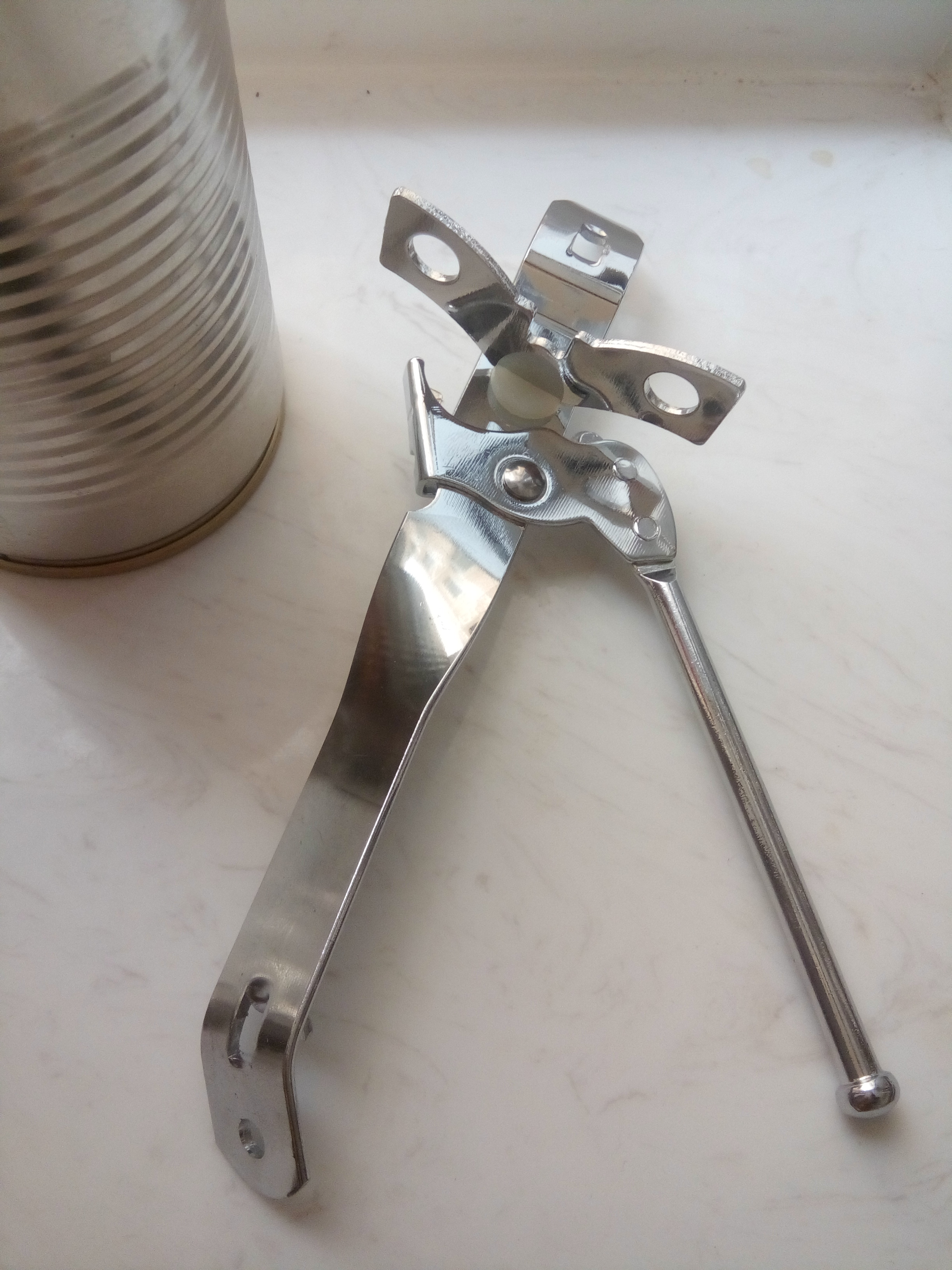
Конструкція компанії Bunker
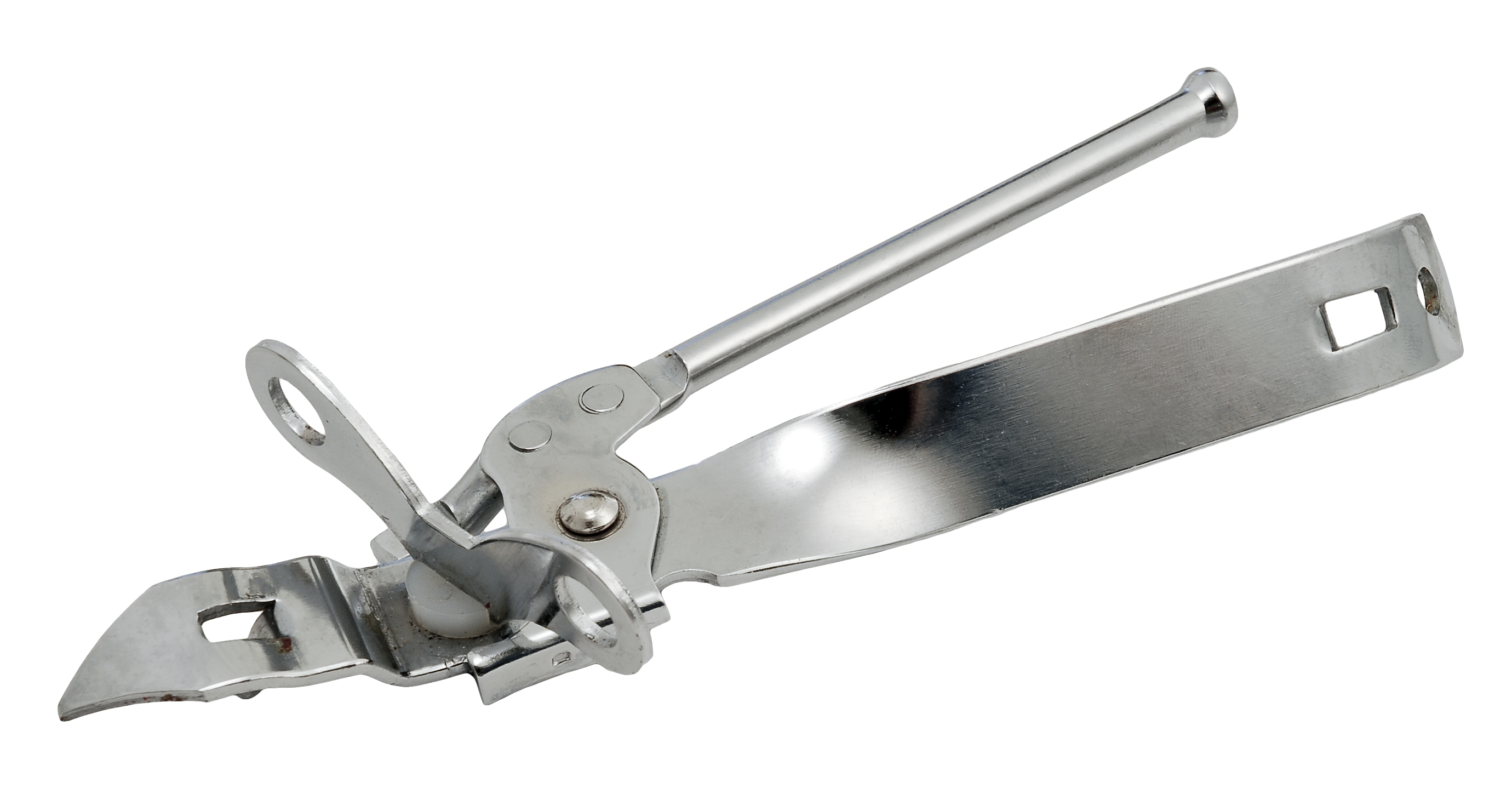
Консервний ніж-«метелик» (butterfly): працює за принципом «банкера», але споряджений вістрям для відкривання пивних бляшанок (church key)
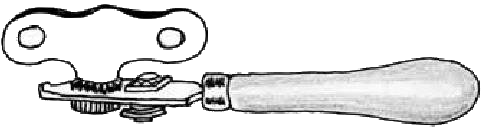
Ніж з опорним і різальним коліщатками і з одним держаком

## Черчкей

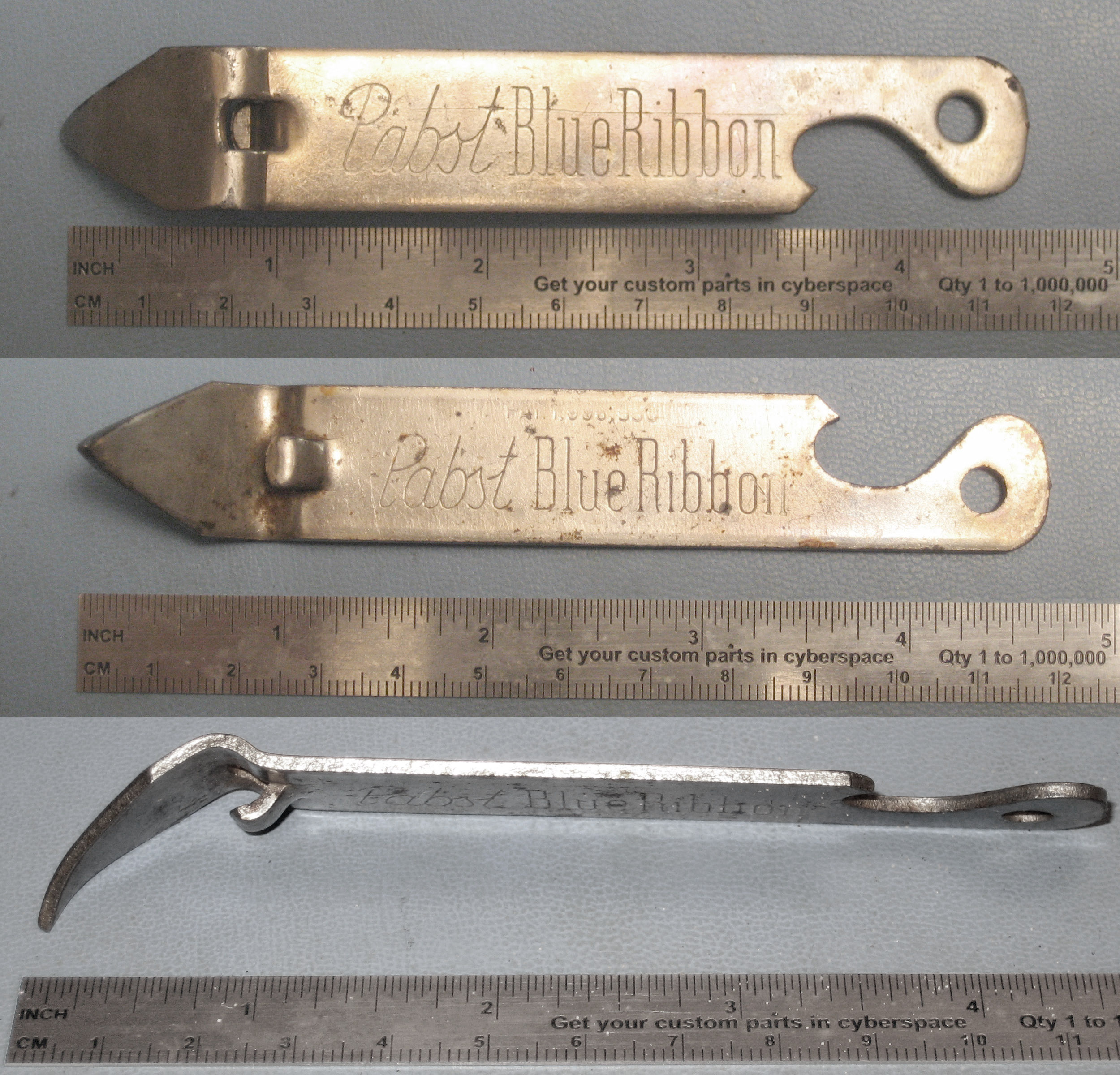
Сучасний консервний ніж для пивних бляшанок church key, вигляд з трьох сторін. Лівий кінець призначений для відкривання банок, правий — пляшок.

Словосполученням church key («церковний ключ») в англійській мові первісно називалася відкривачка для пляшкових кроненкришок (які були винайдені в 1892 р.). Уперше такі відкривачки запатентовано в Канаді в 1900 р.. Формою вони нагадували старовинні ключі від церковних замків.
У 1935 році з'явилася нова тара для пива — сталеві банки з плоским верхом, які треба було відкривати спеціальним інструментом. Конструкцію консервного ножа, який теж отримав назву church key, розробив Д. Ф. Семпсон для American Can Company: він складався з єдиної сталевої пресованої деталі з вістрям на кінці. Таким пристроєм іноді споряджаються коліщаткові консервні ножі, і цей різновид відомий як «метелик» (butterfly).

## Консервні ножі для військового використовування

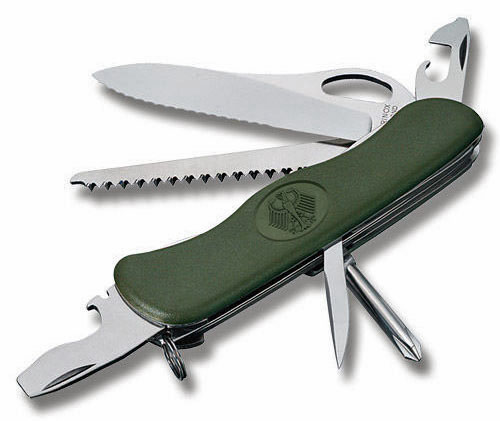
Швейцарський армійський ніж компанії Victorinox з вийнятим консервним ножем (уверху справа)

Деякі різновиди консервних ножів простої і надійної конструкції були розроблені спеціально для військового вжитку, наприклад, P-38 і P-51. Це були невеликі пристрої з відкидним лезом, прикріпленим на шарнірі до корпусу. Консервний ніж P-38 мав розміри брелока — 38 мм у довжину, і складався з короткої металевої пластини, що служила держаком, і відкидним металевим зубом, призначеним для різання. Виїмка прямо під шарніром утримувала ніж зачепленим за бортик бляшанки під час відкривання. Варіант дещо більшого розміру, P-51, був легшим у поводженні. Ніж P-38 був розроблений 1942 року і постачався з польовими раціонами в американській армії з періоду Другої Світової війни до 1980-х років. Ножі P-38 і P-51 відрізнялися компактністю і дешевизною, вони могли кріпитися до брелока чи армійського жетона.
Офіційні військові назви для ножа P-38 — «кишеньковий консервний ніж американської армії» (US Army pocket can opener) і «Ніж консервний, ручний, складаний, тип I» (Opener, can, hand, folding, type I). Вживані назви P-38 і P-51 очевидно, пов'язані з довжиною ножів, вираженою в метричній системі (незвичній у США).
Ножі P-38 більше не використовуються з індивідуальними раціонами в американських ЗС, оскільки консервний C-раціон у 1980-х замінено сухим пайком Meal, Ready-to-Eat. Тим не менш, вони включаються у військові раціони «Tray Rations», куди входять консерви. Вони також використовуються американськими рятувальними службами при проведенні рятувальних операцій, як у США, так і за рубежем. Справжні армійські консервні ножі P-38 вироблялися фірмами J. W. Speaker Corp. (тавро «US Speaker») і Washburn Corp. (тавро «US Androck»), пізніше також Mallin Hardware (нині не існує) з Шелбі, штат Огайо (тавро «US Mallin Shelby O.» або «U.S. Shelby Co.»).

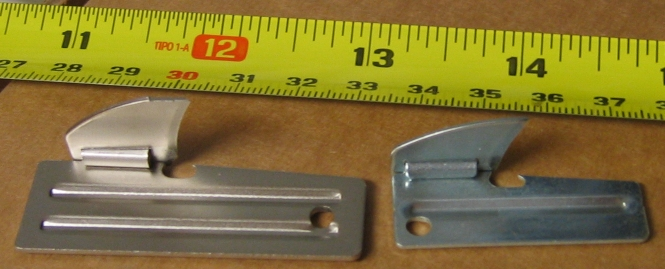
P-51 і P-38
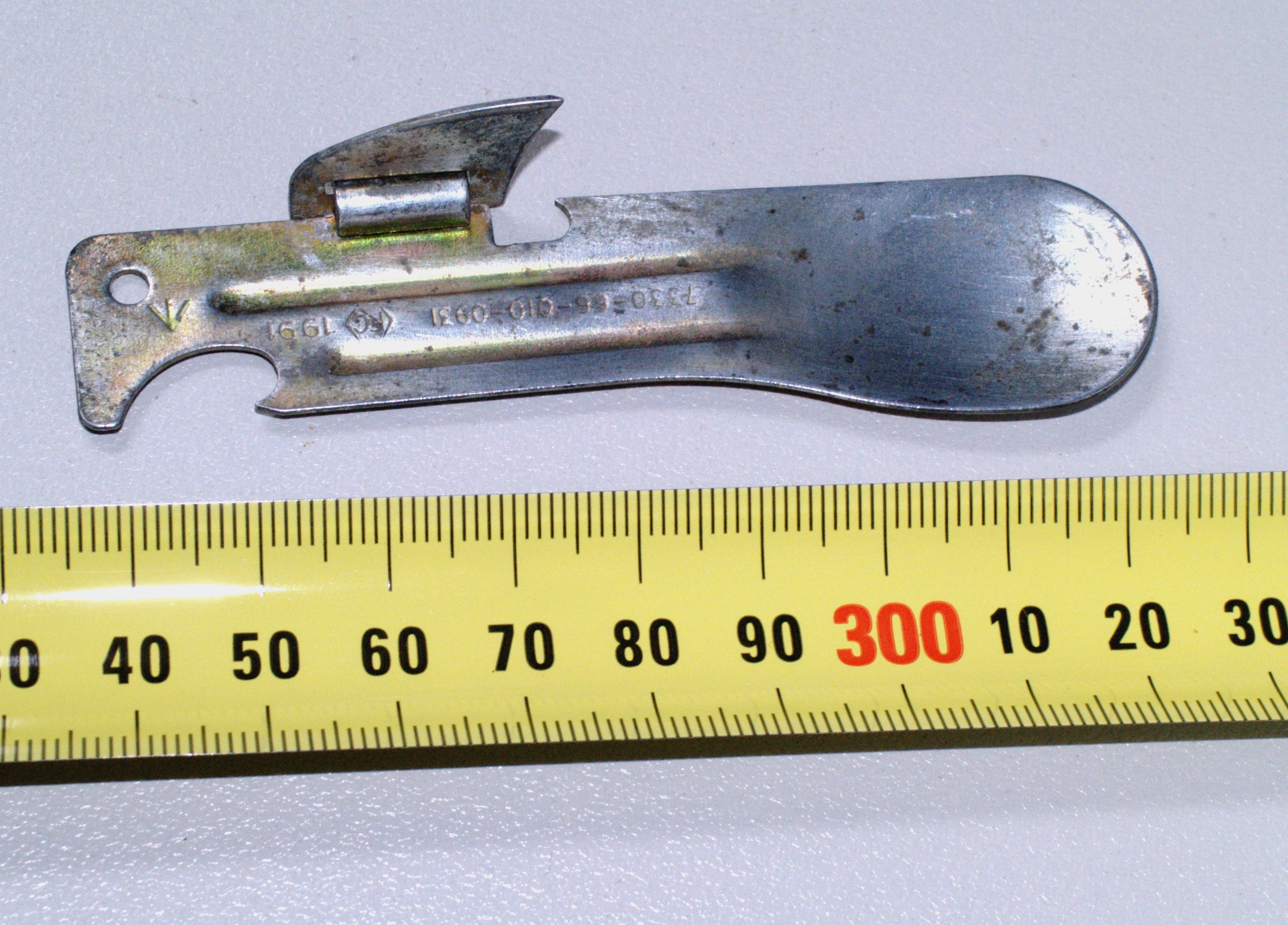
Стандартний консервний ніж («FRED») австралійських ЗС
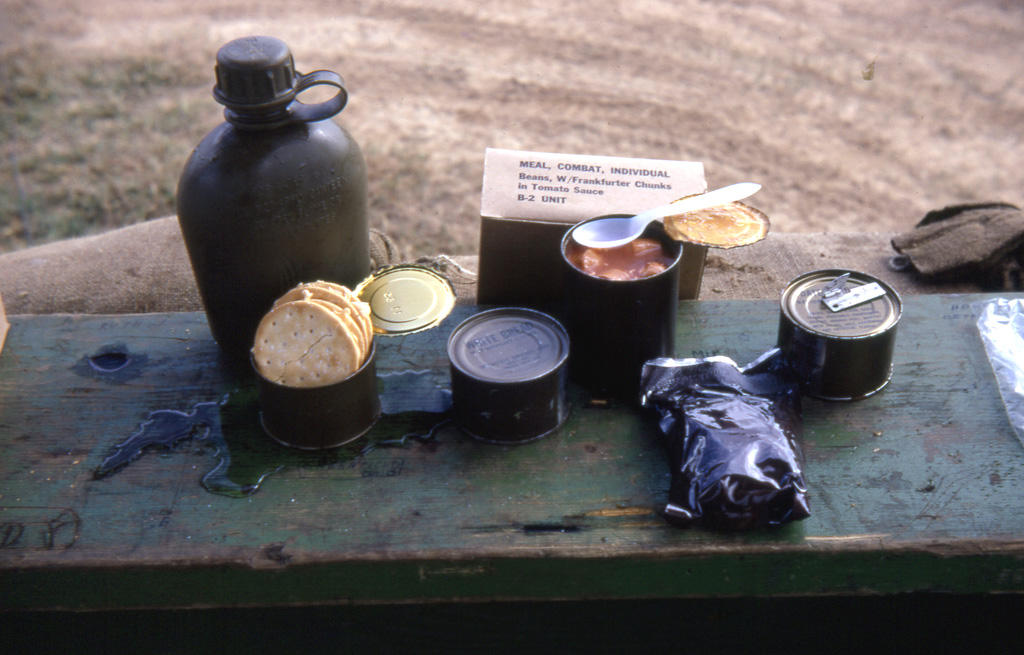
Американський C-раціон з консервним ножем P-38

## Електричні консервні ножі

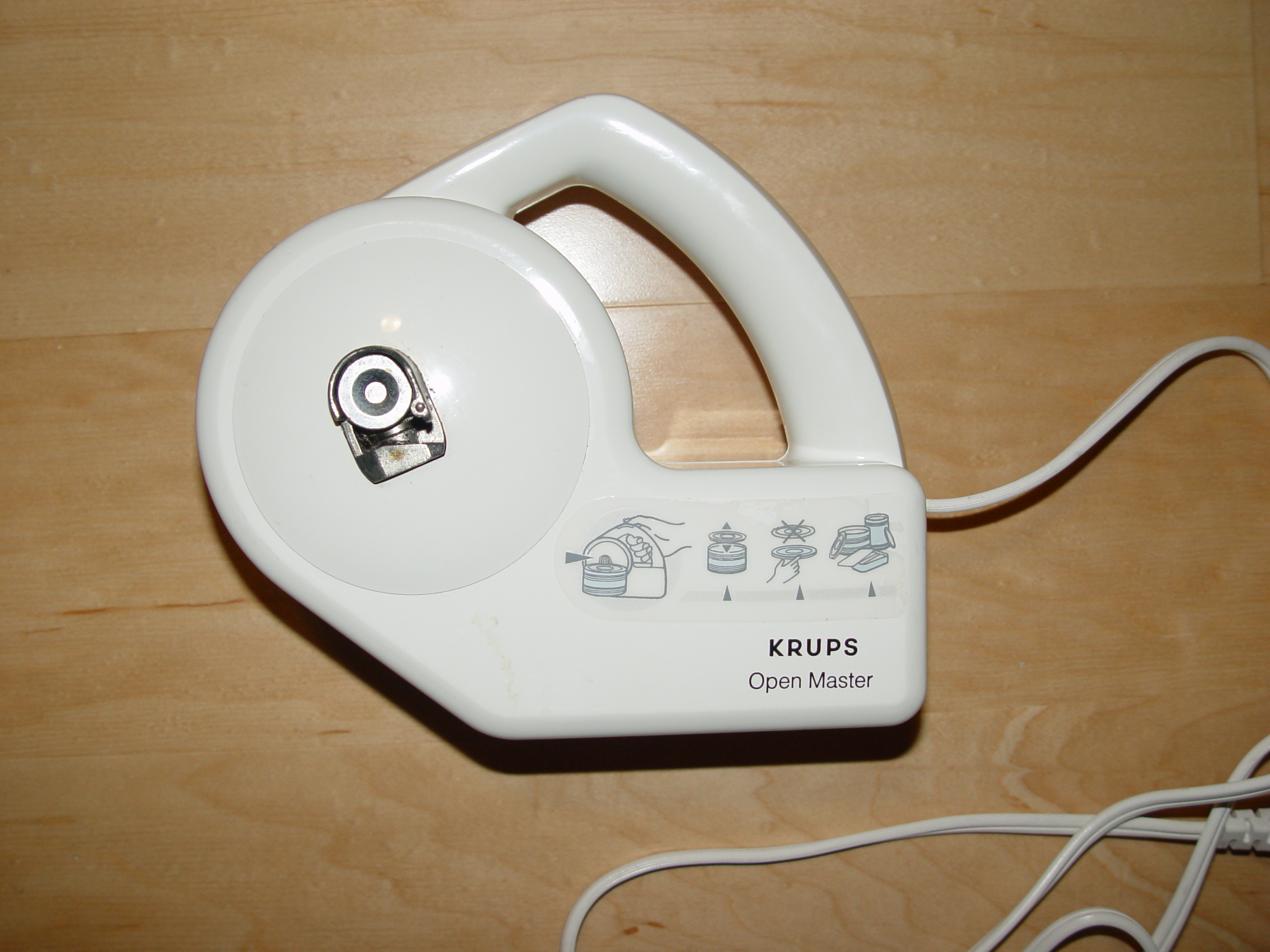
Електричний консервний ніж Krups

Перший електричний консервний ніж був запатентований 1931 року і засновувався він на конструкції коліщаткового ножа. Ці ножі вироблялися в 1930-х роках, і в їхній рекламі повідомлялося, що ними можна відкрити понад 20 бляшанок у хвилину без ризику отримати травму. Проте, вони не знайшли особливого попиту. Виробництво електричних ножів поновили в 1956 році каліфорнійські фірми. Компанія Бена Классена Klassen Enterprises з Сентервілла запропонувала модель з кріпленням до стіни, але через складну конструкцію вона теж не мала поширення.
Того ж року Волтер Гесс Бодл винайшов конструкцію, що не вимагала кріплення і поєднувала електричний консервний ніж і точилку для кухонних ножів. Випущений під маркою «Udico» компанії Union Die Casting Co. у Лос-Анджелесі, він мав популярні для тих часів забарвлення корпусу — фламінго, авокадо і колір морської хвилі. Вихід на ринок був приврочений до різдвяних розпродажів і консервні ножі зразу ж завоювали популярність.

## Останні розробки
Новий тип консервних ножів з'явився в 1980-х роках. У той час як інші ножі вирізали кришку прорізанням її по колу згори, всередині бортика, цей ніж використовував опорне і різальне коліщатка для зрізання верхньої частини збоку, тобто розріз проходить прямо під бортиком. Крайка утворювалася відносно безпечною, без зазублин. Опорне коліщатко має менший крок зубців порівняно з ранішими моделями коліщаткових ножів, і перебуває під час роботи внизу V-подібного жолобка, що оточує бортик бляшанки з трьох сторін.

## Бляшанки, що не вимагають ножів
Значна частина асортименту консервів випускається в бляшанках, які не вимагають застосування консервних ножів: вони споряджаються або витяжним кільцем на кришці, або припаяним обертовим ключем.

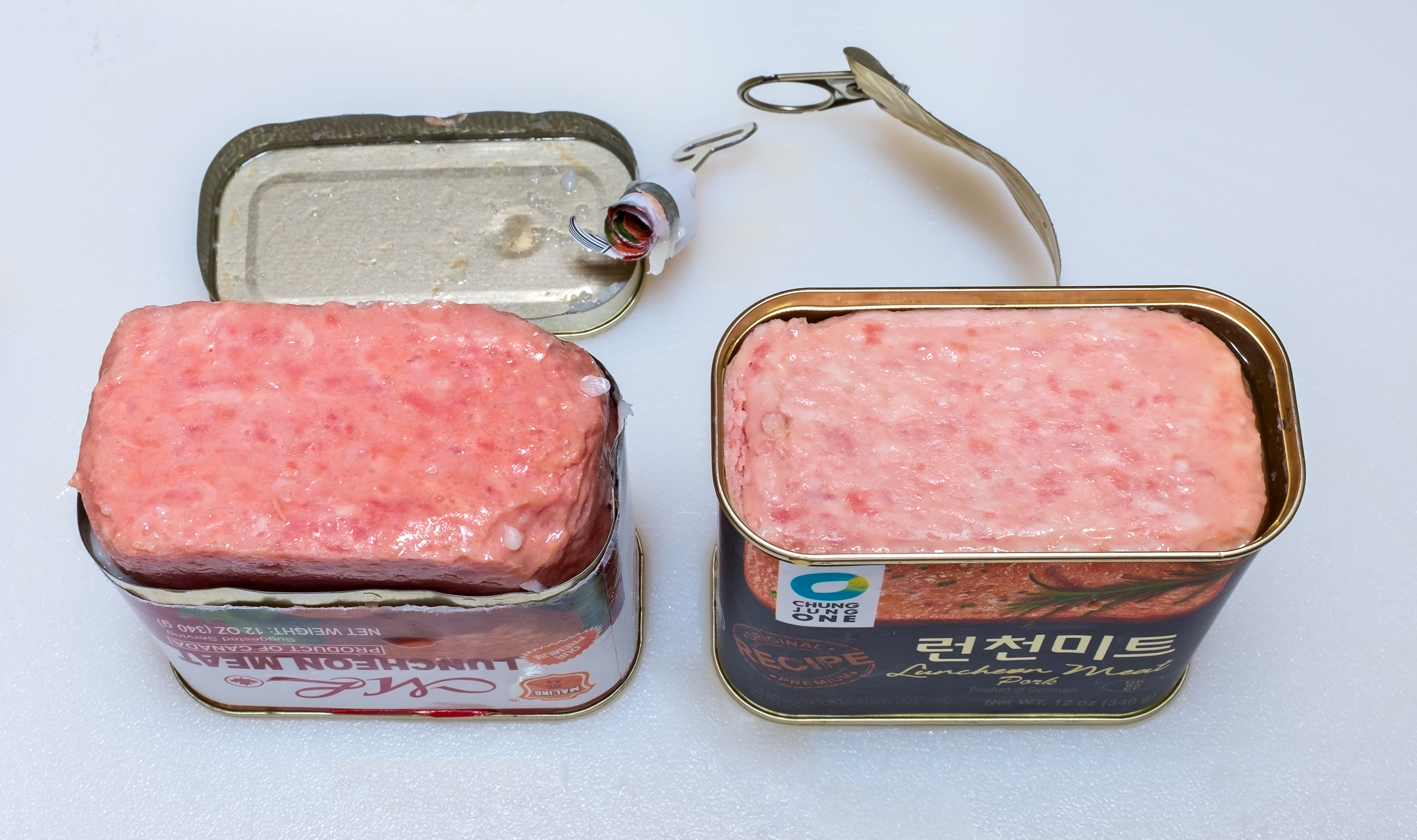
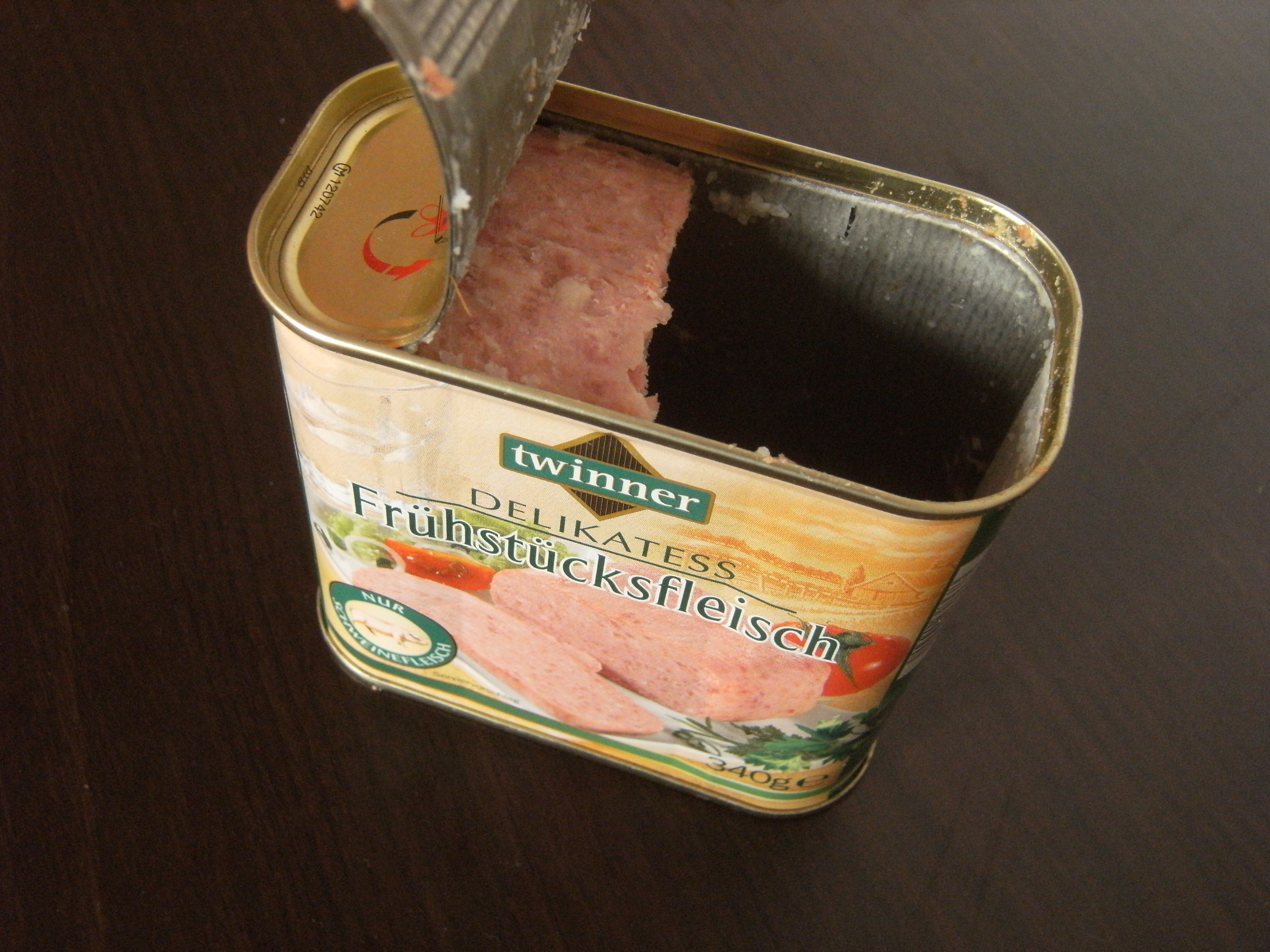
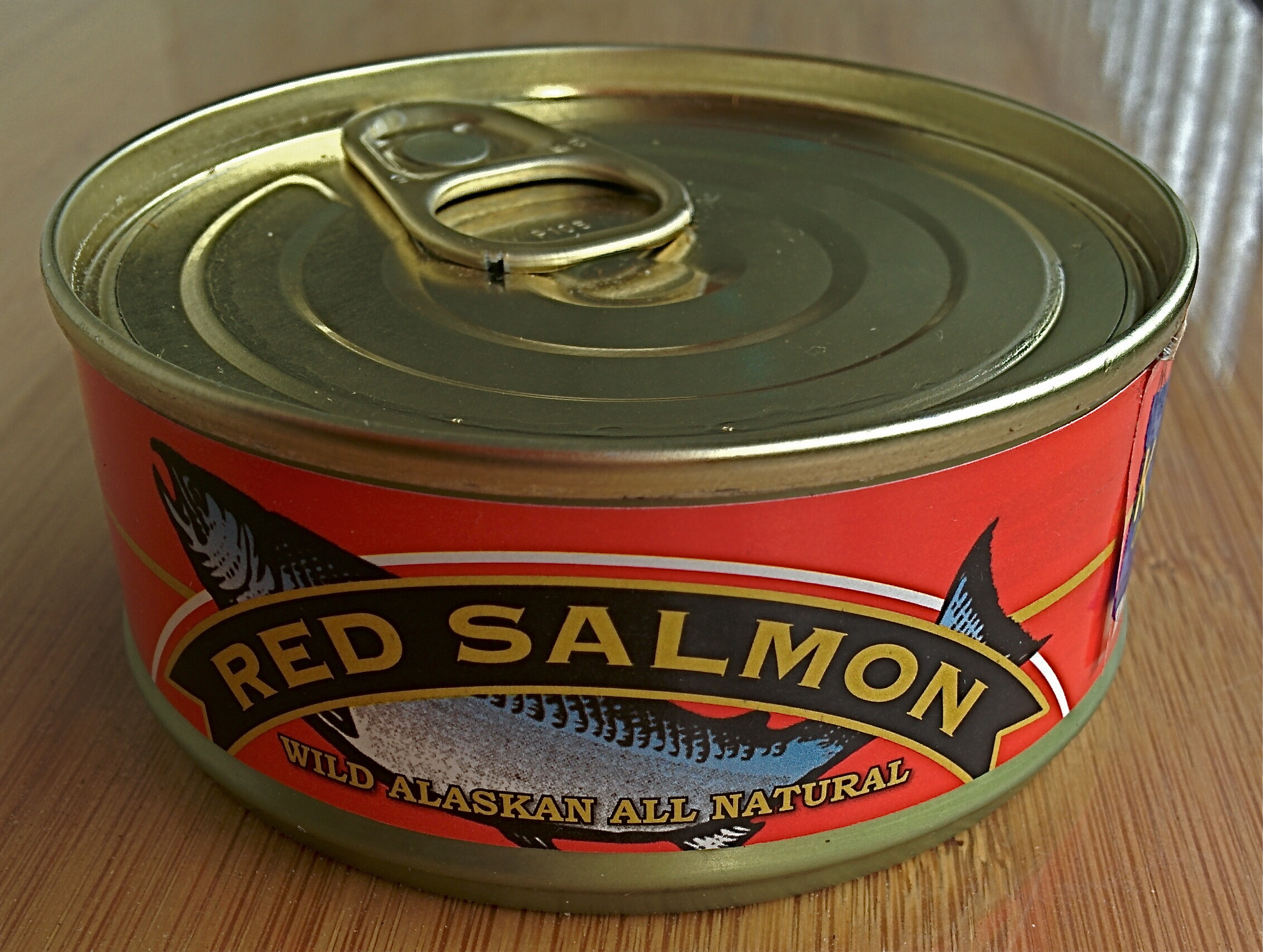
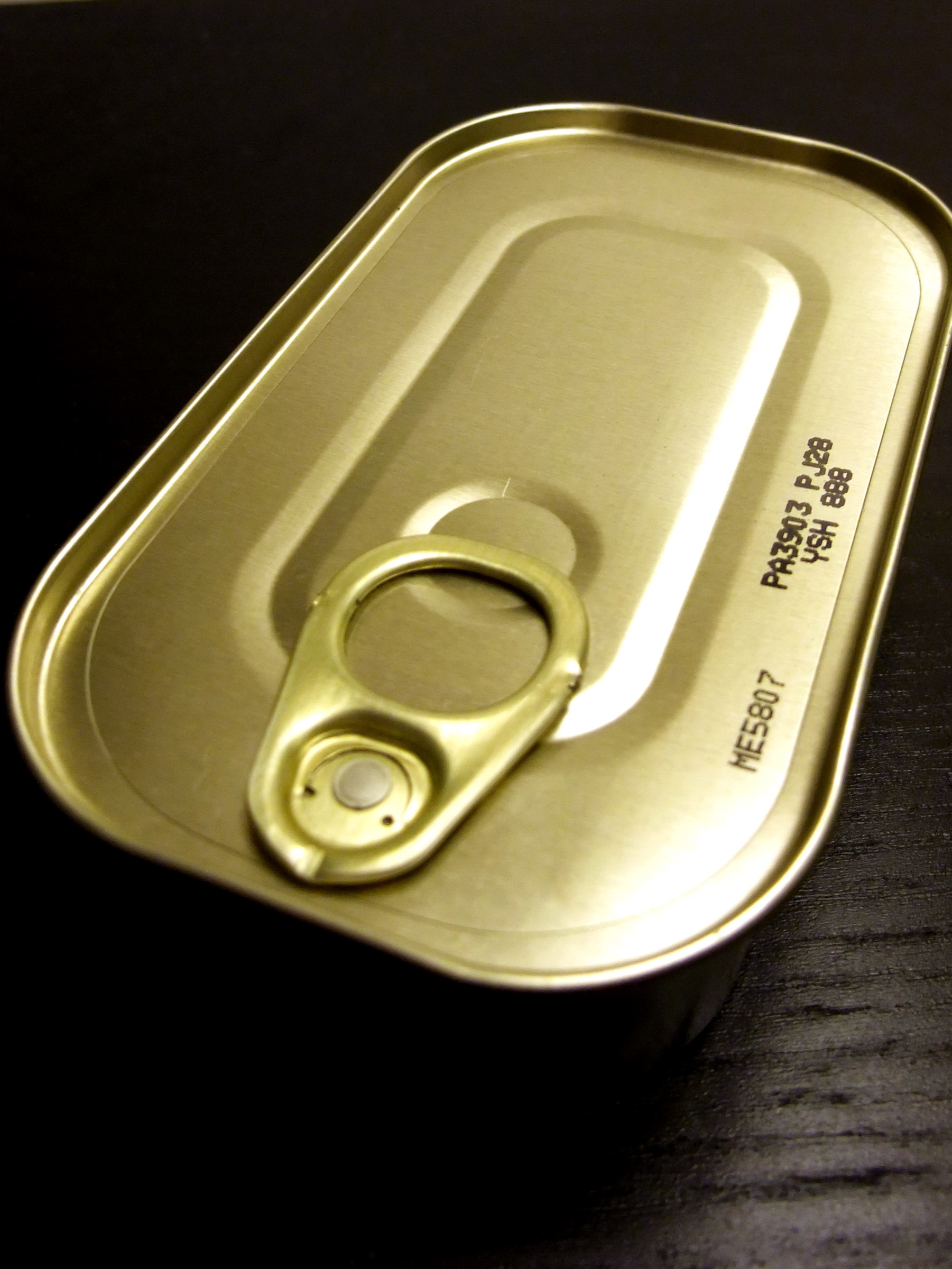
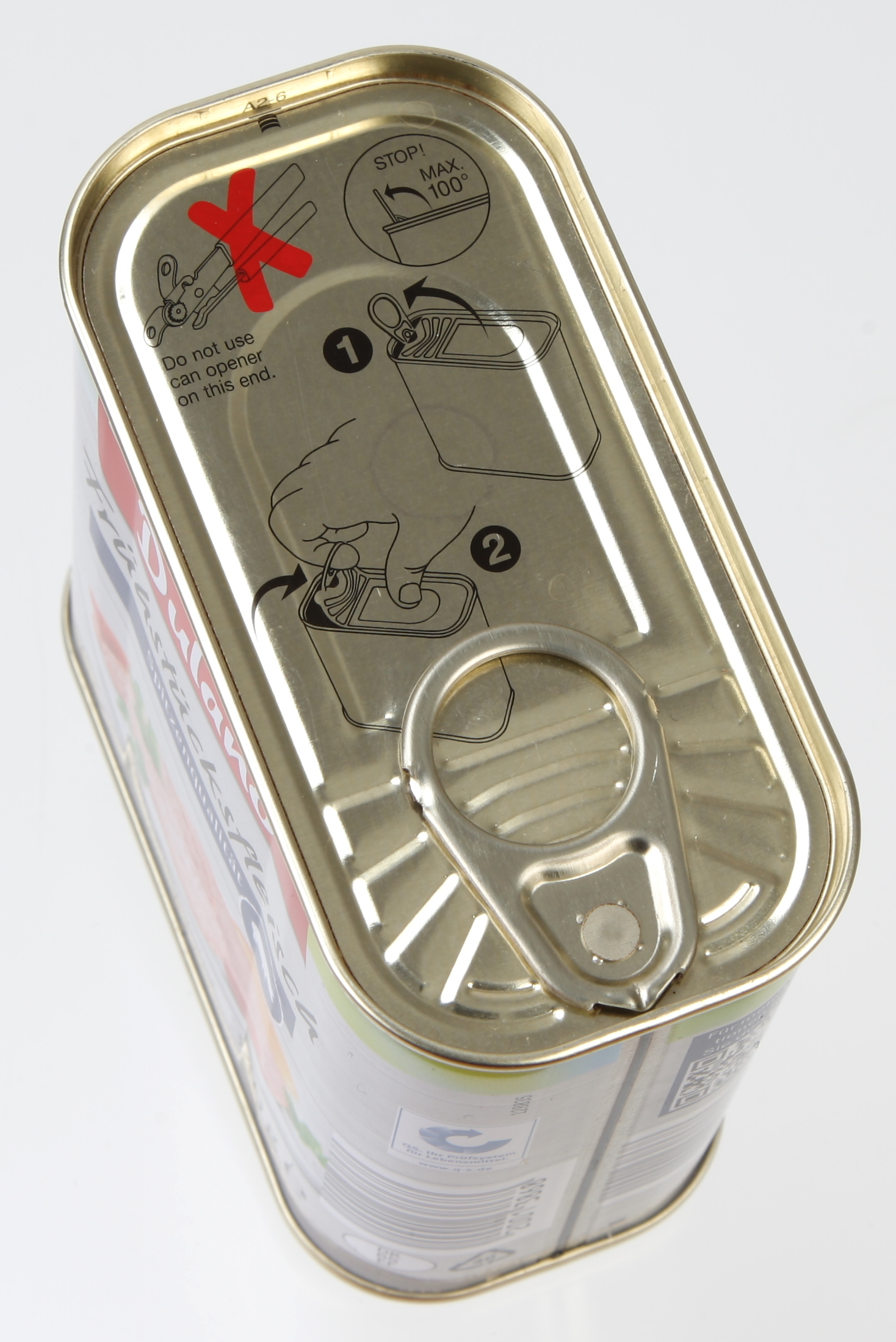

## Галерея

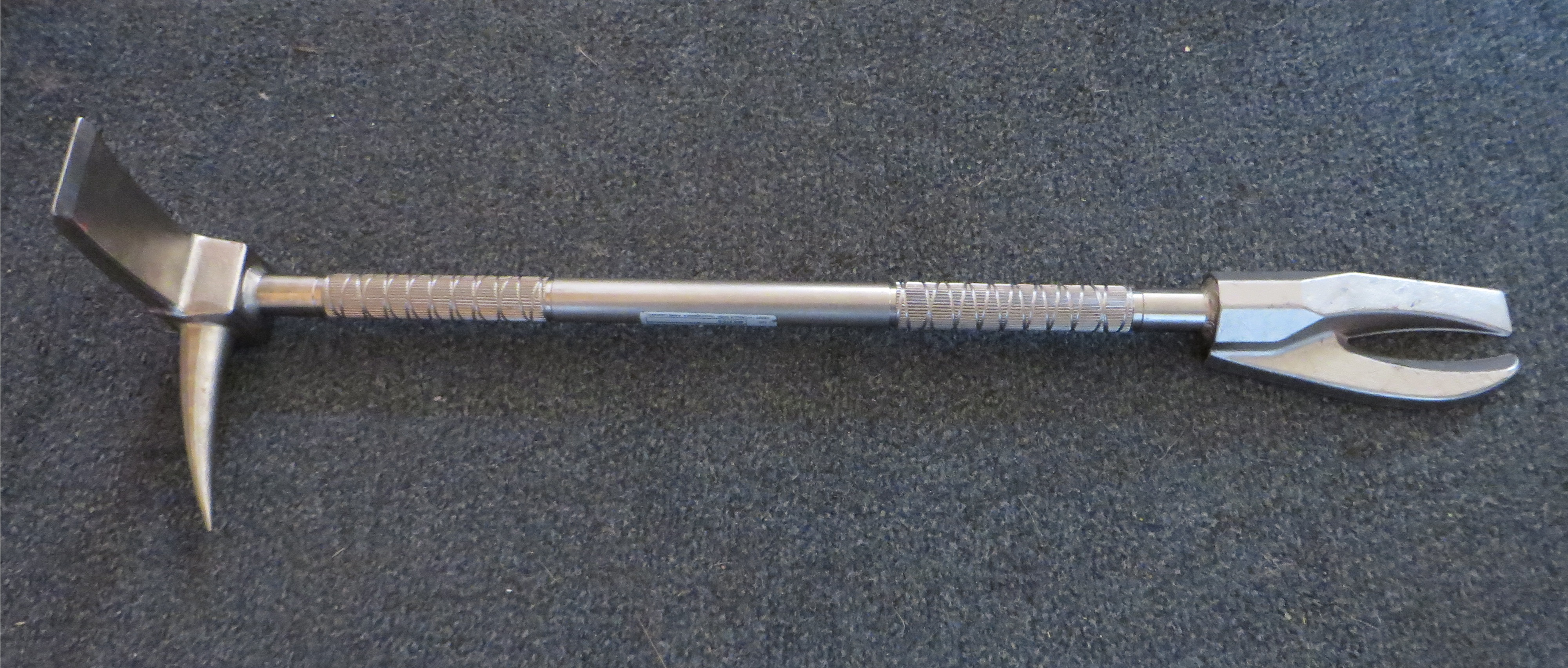
Лом Геллігана з консервним ножем на одному з кінців
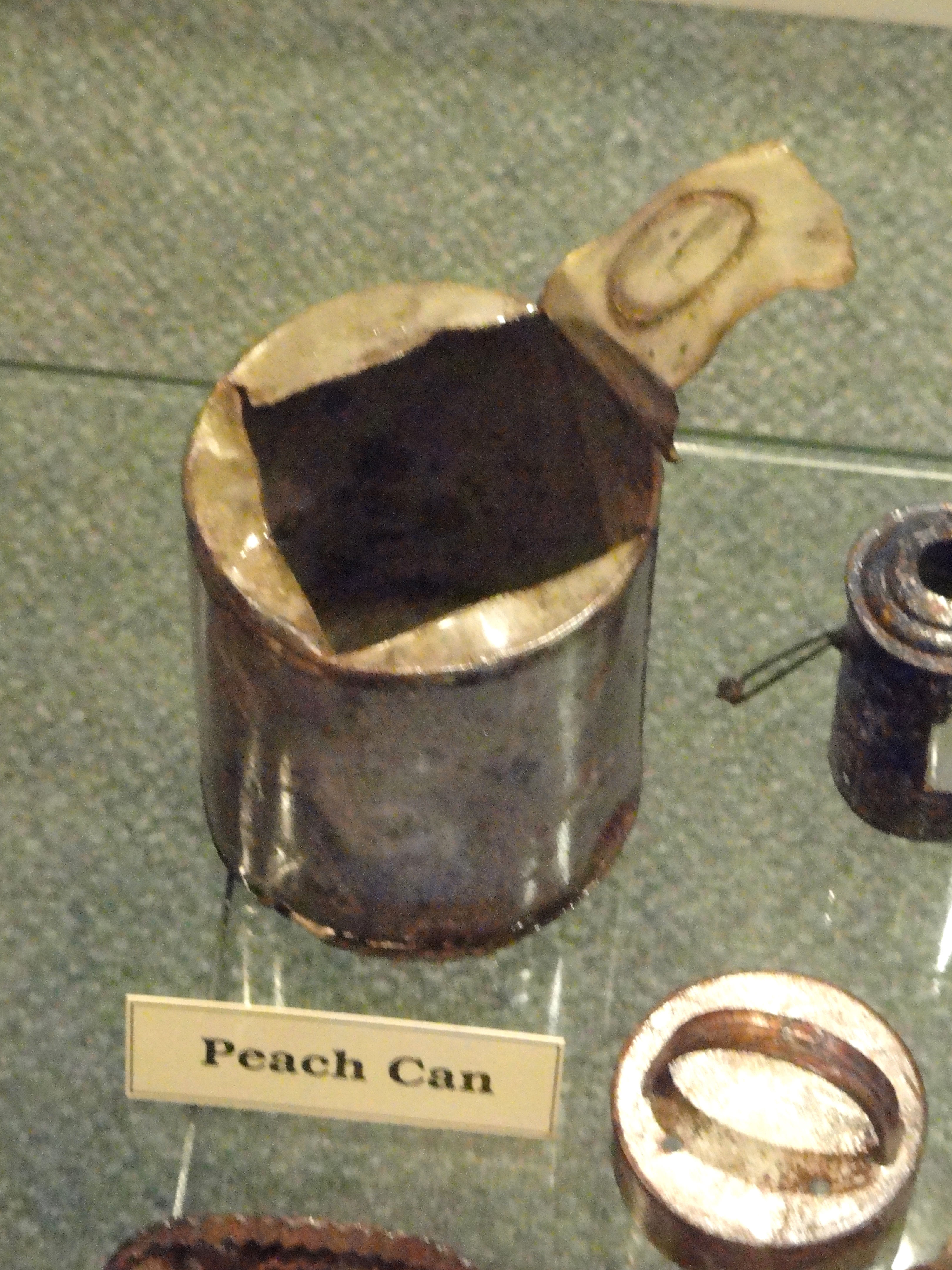
Бляшанка від персикових консервів, виготовлених 5 вересня 1856 р.
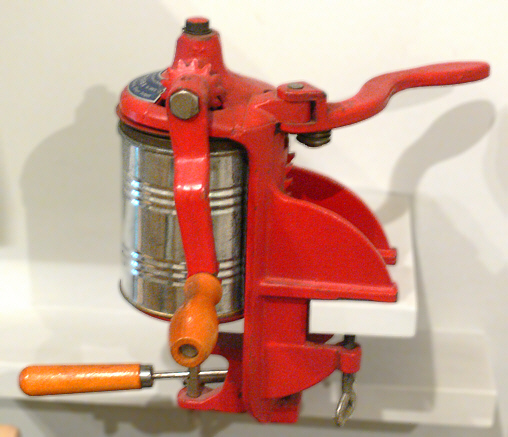
Машина для закочування бляшанок «Simplex»
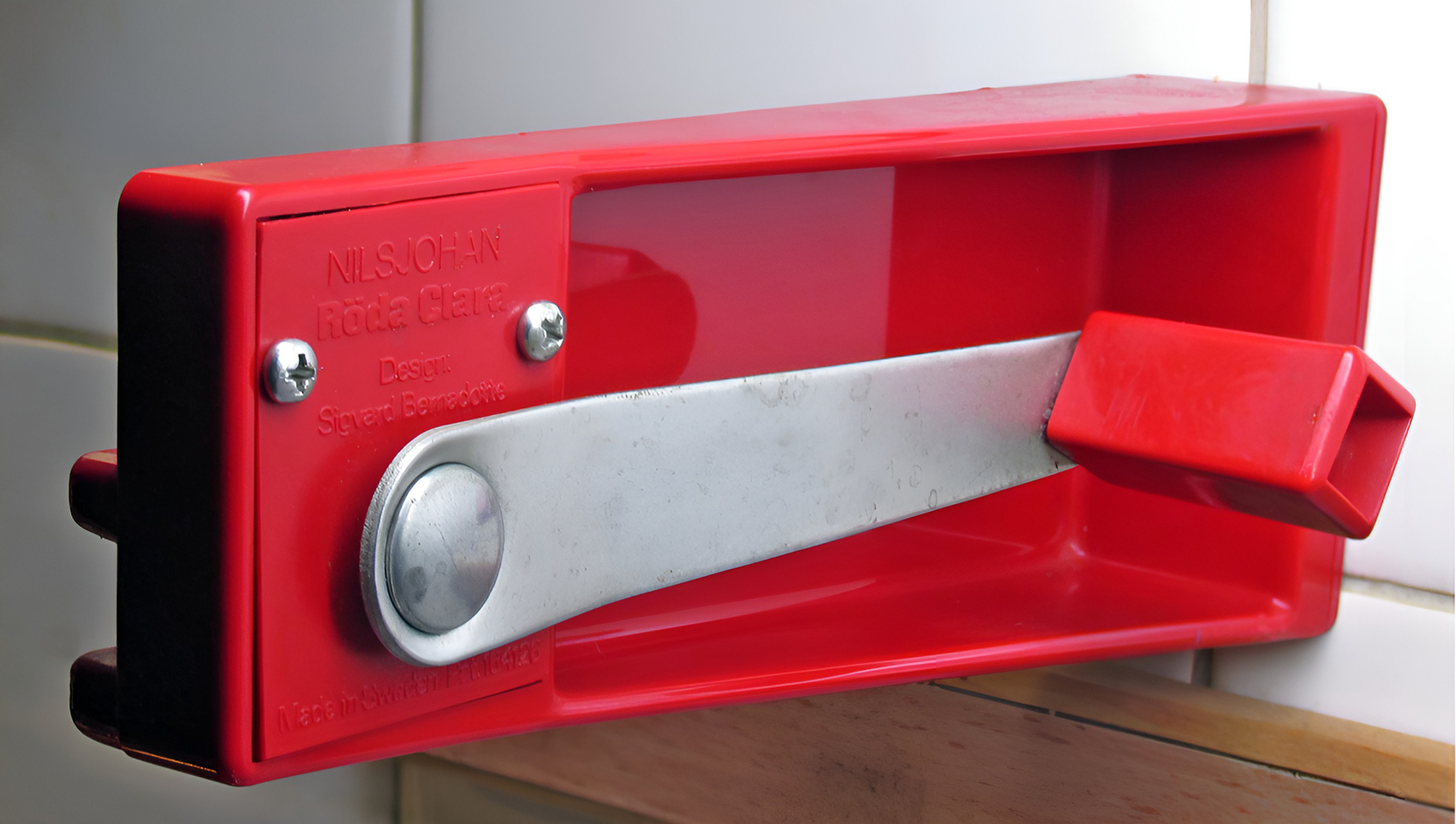
Консервний ніж Röda Clara («Червона Клара») розробки Сігварда Бернадота.
- Використовування коліщаткового консервного ножа
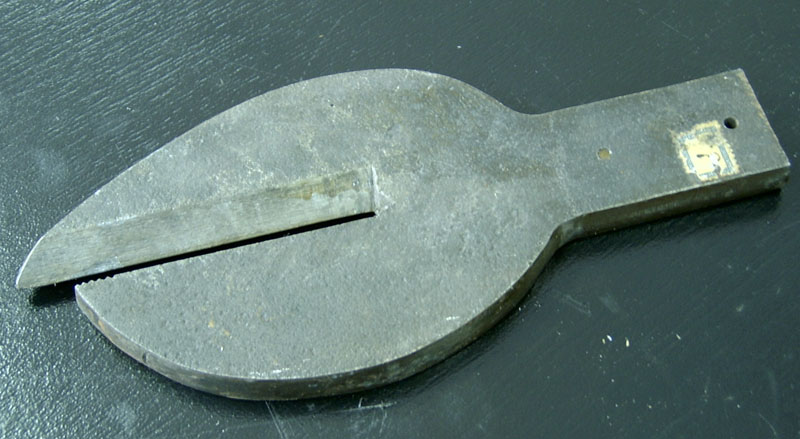
Кільковий ніж
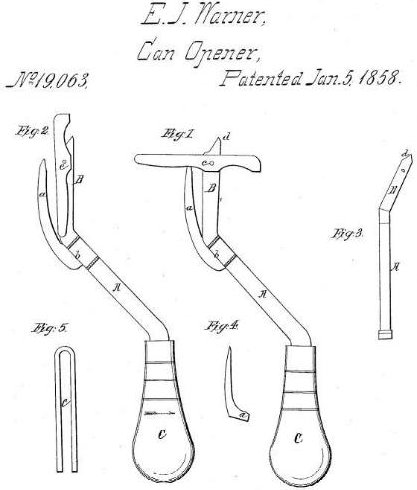
Кресленик ножа Езри Ворнера
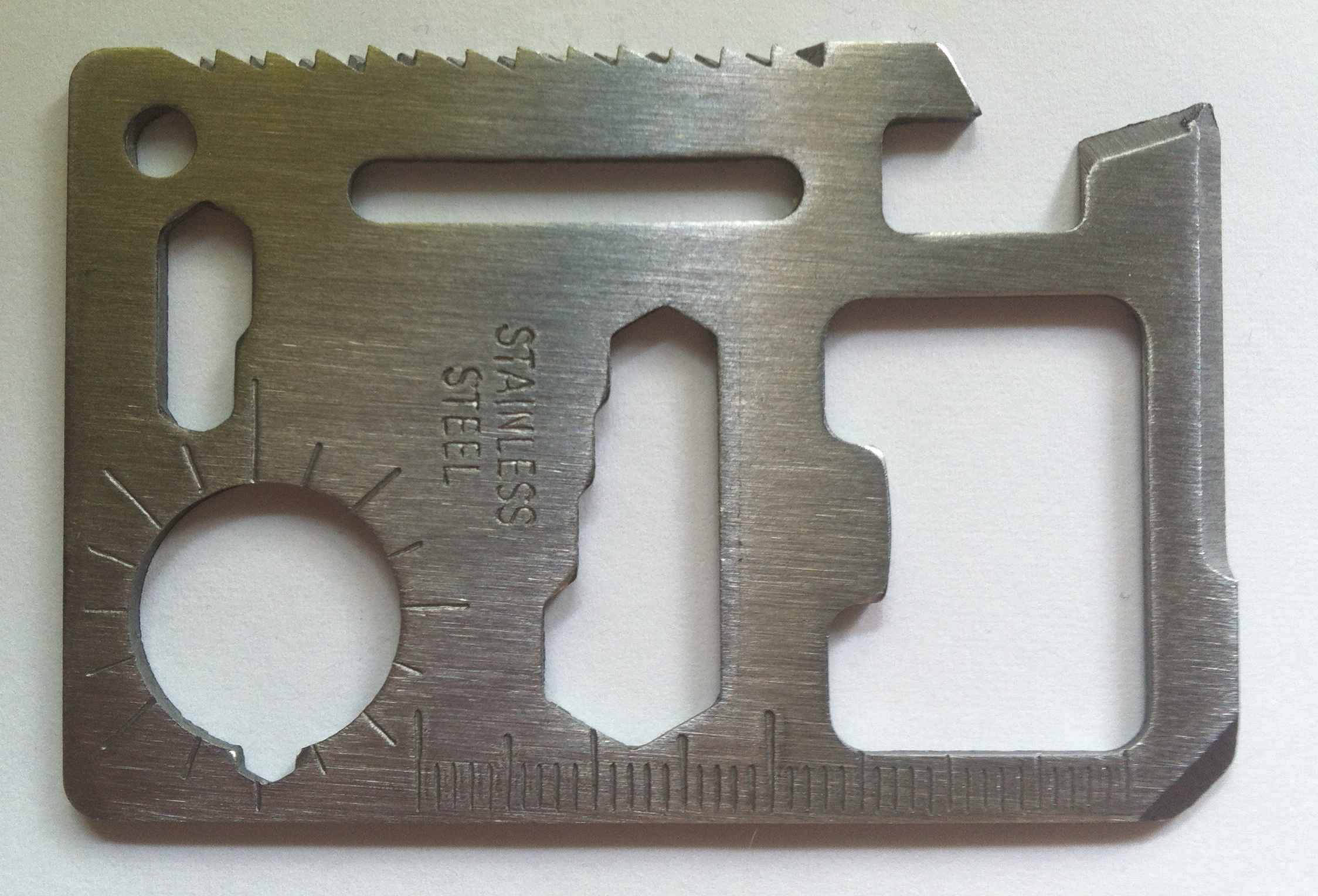
Мультитул «Картка виживання» з консервним ножем у вигляді загостреного вирізу